# Чубайс, Анатолий Борисович
Анато́лий Бори́сович Чуба́йс (род. 16 июня 1955, Борисов, Минская область, Белорусская ССР, СССР) — советский и российский политический, государственный и хозяйственный деятель, экономист, кандидат экономических наук.
С 1991 года занимал ключевые посты в российском государстве и государственных компаниях. Один из идеологов и руководителей экономических реформ в России 1990-х годов и реформы российской электроэнергетической системы в 2000-х годах. Управляющий от России в Международном валютном фонде и во Всемирном банке (1995—1996). Член международного совета американского транснационального конгломерата JPMorgan Chase (2008—2013).
С 2020 по 2022 год — член совета директоров АФК «Система», являющейся одним из крупнейших производителей вакцины от коронавируса «Спутник V». Генеральный директор государственной корпорации «Российская корпорация нанотехнологий» (2008—2020). Председатель правления АО «Роснано» (2011—2020). Специальный представитель президента по связям с международными организациями для достижения целей устойчивого развития (4 декабря 2020 — 25 марта 2022).

## Биография

### Семья
Отец — Борис Матвеевич (15 февраля 1918 — 9 октября 2000) — офицер, танкист. Уроженец Москвы, но часто менял места проживания в связи с военной карьерой. Участник Великой Отечественной войны. Начал войну 22 июня 1941 года в Алитусе политруком танковой роты, служил в 4-й танковой армии. В 1942 году был дважды ранен. Участвовал во взятии Берлина и освобождении Праги. Закончил войну в звании гвардии майора и должности заместителя начальника политотдела 29-й гвардейской мотострелковой бригады. В годы войны был награждён медалью «За отвагу», двумя орденами Красной звезды, орденом Красного знамени и орденом Отечественной войны 2-й степени, а в 1985 году — орденом I степени. После служил в Венгрии, Германии, Средней Азии, Белоруссии, Москве, на Украине (в Одессе и во Львове). В 1953 году окончил Военно-политическую академию им. Ленина, а в 1960 году — адъюнктуру той же академии, кандидат философских наук. Преподавал во Львовском высшем военно-политическом училище. В 1968—1974 годах был начальником кафедры марксизма-ленинизма Высшего военного инженерно-технического Краснознамённого училища. Вышел в отставку в звании полковника. После отставки — преподаватель марксизма-ленинизма Ленинградского горного института.
Мать — Раиса Ефимовна Сагал (15 сентября 1918 — 7 сентября 2004), по специальности была экономистом, но никогда не работала, ездила с мужем по гарнизонам, занималась воспитанием детей.
Брат — Игорь (род. 26 апреля 1947), философ и социолог, доктор философских наук, декан факультета россиеведения Института социальных наук, директор Межвузовского центра по изучению России в составе факультета гуманитарных и социальных наук РУДН.
Первая жена (1978—1989) — Людмила Чубайс (в девичестве Григорьева) (род. 30 марта 1955), инженер, в 1977 году окончила Ленинградский инженерно-экономический институт им. Пальмиро Тольятти. Работала бухгалтером, впоследствии занималась ресторанным бизнесом в Санкт-Петербурге.
Сын — Алексей (род. 14 апреля 1980), по образованию экономист. Дочь — Ольга (род. 3 августа 1983), по образованию экономист.
Жена (с 2012 года) — Авдотья Смирнова, дочь режиссёра и сценариста Андрея Смирнова, журналист, сценарист, режиссёр, ведущая телепрограммы «Школа злословия» (2002—2014).

### Образование и учёные степени
В первый класс пошёл в 1962 году в Одессе, окончил его во Львове, куда семья переехала в 1962 году.
В 1967 году семья переехала в Ленинград, где Чубайс пошёл в пятый класс 188-й школы на Охте в Красногвардейском районе, в 1972 году окончил её. По собственным словам, «ненавидел свою школу», отличавшуюся «продвинутым военно-патриотическим воспитанием», при этом сохранил глубокую благодарность многим учителям.
В 1977 году окончил с красным дипломом машиностроительный факультет ЛИЭИ по специальности «Экономика и организация машиностроительного производства». В 1977—1982 — инженер, ассистент ЛИЭИ. В 1982—1990 годах был доцентом. В 1983 году защитил кандидатскую диссертацию по экономике «Исследование и разработка методов планирования совершенствования управления в отраслевых научно-технических организациях».
В 2002 году окончил факультет повышения квалификации преподавателей и специалистов Московского энергетического института по направлению «Проблемы современной энергетики». Итоговая работа на тему: «Перспективы развития гидроэнергетики России».

### Научная и общественная деятельность в 1980-х годах
В период обучения в институте Чубайс стал осознавать глубину экономических проблем в СССР: «Сначала я увлекался технологическими дисциплинами, инженерными, а потом меня заинтересовала и собственно экономика. Однако в институте изучать можно было только микроэкономику… То же, что увлекало меня по-настоящему, — макроэкономику (динамика экономических показателей, денежные отношения…) — обсуждать было не с кем. <…> Тем не менее я уже сам начинал понимать, что динамика экономических показателей в советской экономике плохая, что дела идут из рук вон, и для лечения требуются очень сильные лекарства».
В 1977 году стал кандидатом в члены КПСС, в 1978 году — её членом. Вышел из партии в июне 1990 года.
В 1979 году совместно с сотрудниками ЛИЭИ Г. Ю. Глазковым и Ю. В. Ярмагаевым организовал кружок экономистов-рыночников. «Мы поставили перед собой задачу: узнать реальную, а не книжную историю советской экономики. И — ни много, ни мало, определить пути её возможного реформирования. Исходя из поставленной задачи, определили несколько основных направлений для исследований: нэп, соцстраны, и прежде всего опыт реформирования в Венгрии и Югославии. <…> Никаких перспектив реального применения накопленных знаний не было и в помине, и тем не менее ни у кого не возникало ни малейших сомнений по поводу целесообразности этой гигантской работы. <…> Мы совершенно ясно видели, что советская экономика идёт к краху, что официальная экономическая наука смотрит в другую сторону, и нас всё это беспокоило чрезвычайно».
«За безопасность (кружка от КГБ) отвечал я, это была моя работа. И за то, чтобы не сел никто из нас, отвечал я. И это целая система мер, которая нами осознанно предпринималась.».
По словам Г. Глазкова, «мы в результате научного поиска пришли к выводу, что, как ни крути, — ну, никак без рынка не получится. Сейчас это звучит смешно. Но тогда, в 1980-м году, это для нас действительно было очень значительным результатом». Участники кружка, понимая, что внедрение западной рыночной экономики в СССР неосуществимо, стремились изучить югославскую и венгерскую модели «рыночного социализма». По мере расширения кружка его собрания стали проводиться под эгидой Совета молодых учёных ЛИЭИ, председателем которого стал Чубайс (ранее Совет существовал в ЛИЭИ лишь номинально).
В 1982 г. кружок сблизился с группой молодых московских экономистов, лидером которой являлся Е. Т. Гайдар. Благодаря Гайдару, который «был ближе к номенклатурным и реформаторским течениям», «ленинградцы», лидером которых выступал Чубайс, были привлечены к работе созданной в 1984 году комиссии Политбюро по совершенствованию управлением народным хозяйством. Гайдар свидетельствует: «Мы подготовили программу умеренных, постепенных реформ советской экономики, основанную на гипотезе, что у власти есть желание провести их до наступления катастрофы. Модель, взятая (с учётом советской специфики) за основу, была комбинация венгерских и китайских реформ». Однако весной 1985 г., в самом начале правления М. С. Горбачёва, разработанные предложения были отвергнуты со словами: «Вы что хотите рыночный социализм построить? Забудьте! Это за пределами политических реальностей».
В 1986 году — организатор и руководитель ленинградского клуба «Перестройка». Тема первого заседания клуба — «План и рынок: вместе или врозь».
В 1986 году — один из организаторов экономического семинара в пансионате «Змеиная Горка» на Карельском перешейке. Участники семинара пришли к выводу о том, что «экономическая система, сформированная в СССР, в современном мире нежизнеспособна, надо думать о том, что будет после её краха».
В 1988 году — один из организаторов семинара на турбазе Лосево. В ходе обсуждения идеи В. Найшуля о ваучерной приватизации подверг её резкой критике, предрекая, что результатом будет массовая несправедливость и массовое недовольство.
В 1988 году побывал на 10-месячной стажировке в Венгрии, о чём вспоминал: «Знакомство с венгерской экономической наукой оказалось очень полезным и плодотворным. Там я многому научился».
В марте 1990 года Чубайс с группой соратников по созданной им Ленинградской ассоциации социально-экономических наук подготовили аналитическую записку по концепции перехода к рыночной экономике в СССР, в которой подчёркивали, что постепенные реформы уже невозможны, а радикальная реформа собственности — единственный путь к преодолению нарастающей дезорганизации советской экономики, а её дальнейшее оттягивание нетерпимо. В то же время они предупреждали о неизбежных тяжёлых социальных последствиях предстоящей реформы: снижении уровня жизни, дифференциации доходов населения, росте безработицы и экономической преступности. Записка указывала на неготовность массового сознания к непопулярным реформам и неизбежный в связи с этим всплеск популистских настроений, а потому призывала руководство страны как можно скорее начать реформу и идеологическую подготовку к ней с опорой на часть демократического движения, наиболее твёрдо стоящую на позициях экономического реформирования. Авторы записки указывали на «противоречие между целями реформы (построение демократического хозяйства и общества) и средствами её осуществления», подчёркивая неизбежность некоторых антидемократических шагов, таких как «запрет на забастовки и контроль над информацией». «Не будет преувеличением сказать, — говорилось в записке, — что от степени успешности соединения этих противоположных начал зависит политическая судьба нынешнего руководства страны и самой реформы».
После выборов местных Советов в марте 1990 года, на которых в Ленинграде победу одержала «Демократическая Россия», Чубайс по инициативе депутатов Ленсовета был назначен заместителем председателя Ленинградского горисполкома (хотя, со слов Сергея Васильева, поначалу «очень отпирался от этой идеи — идти в политику»). На данном посту занимался, в первую очередь, созданием Ленинградской свободной экономической зоны, инициатором создания которой был А. А. Собчак, избранный депутатом Ленсовета в апреле 1990 года, а в мае того же года ставший его председателем. Единомышленники Чубайса по-разному относились к этой идее. Г. Глазков: «Мы считали эту работу очень важной, потому что вокруг всё-таки оставалась социалистическая экономика, а нам хотелось построить островок капитализма в отдельно взятом регионе». М. Дмитриев: «Я считаю, что для Чубайса годы работы в Ленгорисполкоме оказались потерянными. Во многом из-за его увлечения идеями Ленинградской зоны свободного предпринимательства (ЛЗСП). Эта идея была заведомо обречена на провал, а он потратил на неё массу сил и энергии».
Постепенно отношения между Чубайсом и Собчаком осложнились. После избрания Собчака 12 июня 1991 года мэром Ленинграда Чубайс был назначен экономическим советником мэра без реальных полномочий.

### Работа в правительстве РФ в 1991—1996 годах
10 ноября 1991 года назначен председателем Государственного комитета РСФСР по управлению государственным имуществом — министром РСФСР.
1 июня 1992 года также был назначен заместителем председателя правительства Российской Федерации по вопросам экономической и финансовой политики.
В декабре 1992 года назначен заместителем Председателя Совета Министров Российской Федерации — председателем Государственного комитета Российской Федерации по управлению государственным имуществом.
Е. Т. Гайдар вспоминал, что когда осенью 1991 года, подбирая людей в будущее правительство, он предложил Чубайсу возглавить Госкомимущество, то есть «взять на себя ответственность за разработку и реализацию программы приватизации… Толя тяжело вздохнул и спросил, понимаю ли я, что он станет человеком, которого всю жизнь будут обвинять в распродаже России».

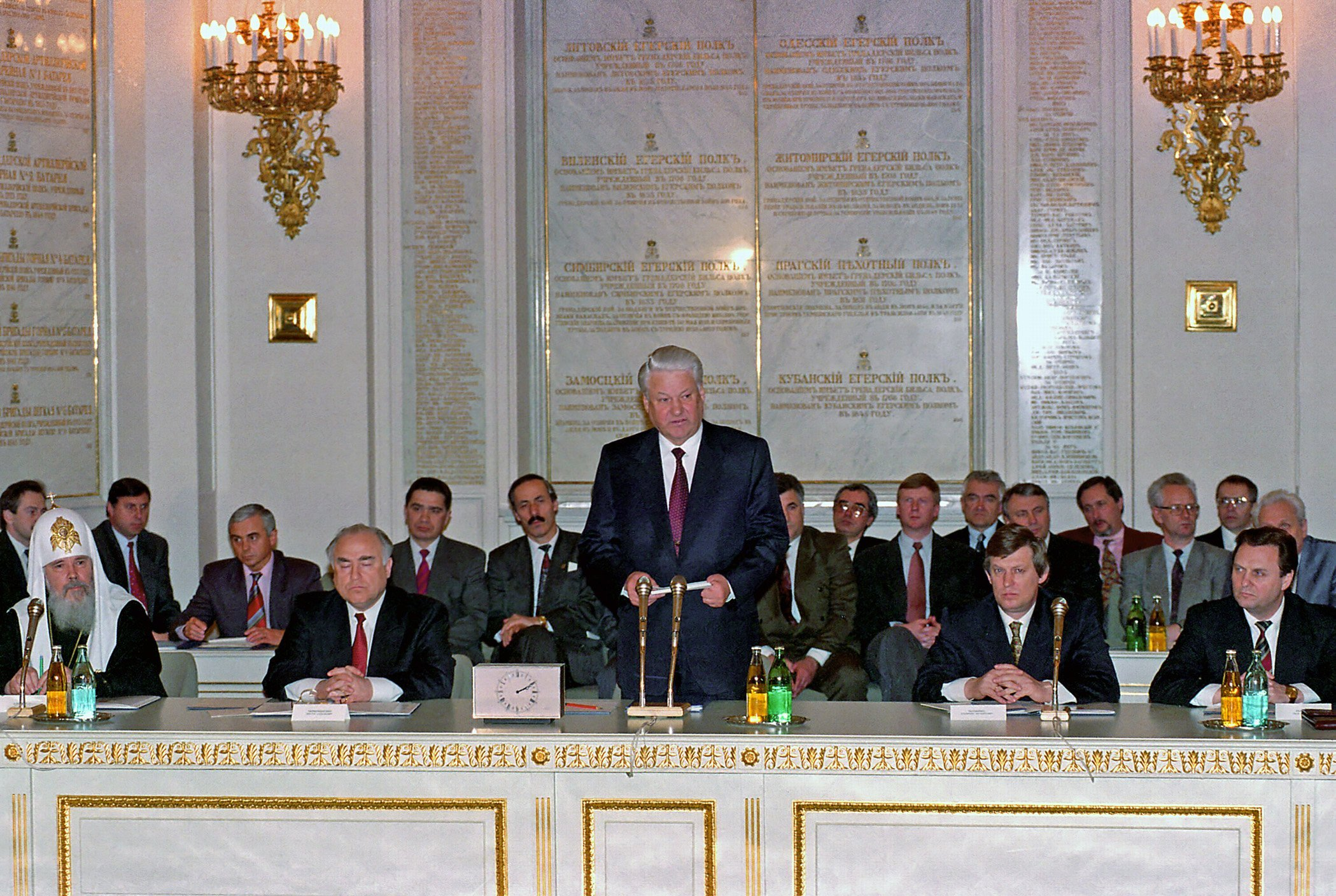
Чубайс на совещании в Георгиевском зале Кремля с участием Бориса Ельцина, 1995

Закон «О приватизации государственных и муниципальных предприятий в РСФСР», принятый Верховным Советом РСФСР 3 июля 1991 года, предусматривал безвозмездную передачу гражданам России государственного и муниципального имущества путём перечисления государством приватизационных вкладов на именные приватизационные счета в Сбербанке. Практическая работа по приватизации в 1991 году так и не началась: к 1 января 1992 года в России было приватизировано 107 магазинов, 58 столовых и 56 предприятий бытового обслуживания. Вместе с тем в условиях развала государственной власти развернулась стихийная приватизация, фактически разворовывание государственной собственности: имущество предприятий сдавалось в аренду подставным фирмам с правом последующего выкупа по заниженной остаточной стоимости.
Под руководством Чубайса была разработана новая программа приватизации. 27 декабря 1991 года Президиум Верховного Совета РСФСР принял «Основные положения программы приватизации в Российской Федерации на 1992 г.», которые 29 декабря 1991 года были утверждены указом президента. Чубайс, как и Гайдар, был сторонником приватизации за деньги, поскольку она позволяла быстрее передать предприятия в руки эффективных собственников и сократить дефицит государственного бюджета «Малая приватизация» проводилась в денежной форме, главным образом, путём открытых аукционов, с середины 1992 года. За год появилось 50 тысяч частных предприятий: магазины, кафе, ателье, парикмахерские и т. п.
Провести сразу в денежной форме «большую приватизацию» оказалось невозможно: у населения не было денег на выкуп государственной собственности, которая на 1 января 1992 года оценивалась в 1 трлн. 400 млрд руб. «Поэтому, — писали впоследствии Гайдар и Чубайс, — историческая развилка по „большой приватизации“ к лету 1992 года выглядела так: или законодательно упорядоченная бесплатная приватизация, или потеря контроля государства за разворачивающейся „номенклатурной“ приватизацией».
Чубайс отвергал бесплатную передачу собственности трудовым коллективам, что привело бы к формированию «кооперативного рыночного социализма». Он считал, что трудовые коллективы, став собственниками, направят основную часть прибыли не на развитие производства, а на индивидуальное потребление. Это подтверждалось опытом Югославии времён «рыночного социализма» и советских предприятий, переданных их коллективам в аренду в 1980-х гг. Но игнорировать лозунг передачи имущества трудовым коллективам было нельзя, так как это привело бы к конфликту с директорским лобби и профсоюзами. Член «команды Чубайса» Максим Бойко впоследствии писал: «Единственный выход виделся в том, чтобы превратить директоров в настоящих собственников… Директора надо было превратить в акционера».
Были разработаны три варианта приватизации. По первому варианту 25 % уставного капитала в виде привилегированных акций передавалось трудовому коллективу бесплатно, 10 % простых акций рабочие могли купить в рассрочку с 30-процентной скидкой. Руководство предприятия могло приобрести ещё 5 % простых акций по номинальной стоимости. Второй вариант, принятый в виде компромисса с директорским корпусом: трудовые коллективы получали контрольный пакет (51 %) акций по цене, в 1,7 раза превышавшей номинальную. Но собственником акций становился не трудовой коллектив целиком, а каждый член трудового коллектива в отдельности. Гайдар и Чубайс впоследствии писали: «Развилка „собственность трудового коллектива или собственность членов трудового коллектива“ была пройдена правильно, законодательно было закреплено одно из коренных отличий между капитализмом и рыночным социализмом». Третий вариант позволял группе работников (на практике — руководству) выкупить по номинальной стоимости 20 % простых акций. Все работники предприятия, включая членов этой группы, могли приобрести ещё 20 % акций на условиях второго варианта. Но этот вариант не получил распространения, поскольку воспользоваться им директора могли лишь в том случае, если гарантировали, что предприятие избежит банкротства.

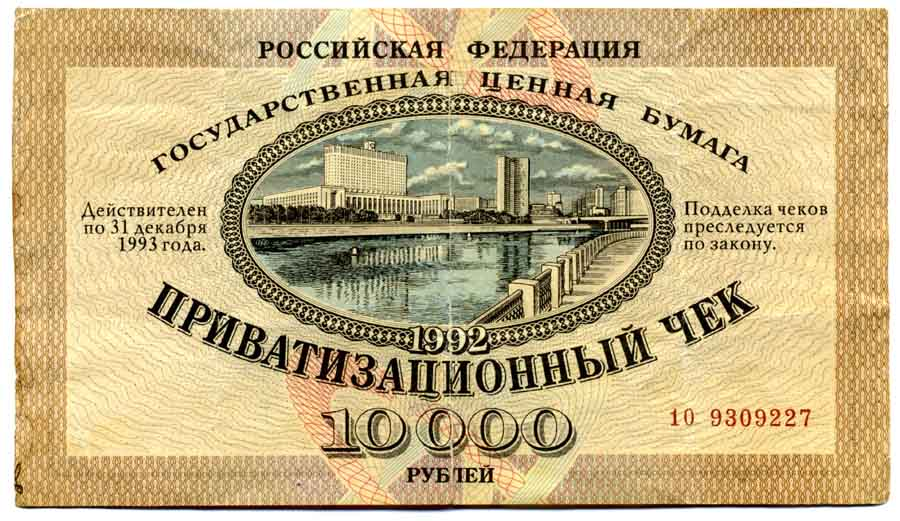
Ваучер

Акции, за вычетом переданных работникам и руководителям предприятий, поступали в продажу, но обменивались не на деньги, а на приватизационные чеки или ваучеры, введённые Указом президента РФ от 14 августа 1992 года ваучеры бесплатно выдавались каждому гражданину РФ. С октября 1992 года по февраль 1993 года было выдано 144 млн ваучеров. Их получили 97 % граждан. Бесплатная приватизация (за исключением приватизации жилья) завершилась к середине 1994 года.
Ваучеры, в отличие от именных приватизационных счетов, подлежали свободному отчуждению. Их можно было продавать, дарить, обменивать, завещать, вкладывать в паевые и чековые инвестиционные фонды. В связи с этим Чубайса обвиняют в том, что разрешив людям, не сведущим в экономике, продавать ваучеры, он отдал их на произвол недобросовестных дельцов, превратив «народную» приватизацию в «олигархическую». Сам Чубайс и его сторонники настаивают на том, что банковская система России в начале 1990-х гг. была не готова к осуществлению масштабных безналичных расчётов, которых требовала система именных приватизационных счетов. Кроме того, Чубайс считал, что система именных приватизационных счетов помешает формированию слоя эффективных собственников. По его мнению, «для значительной части населения (80-90 процентов) функции активного собственника противопоказаны вообще … активными собственниками могут быть 10, от силы 15 процентов населения».
Номинальная стоимость ваучера была установлена в 10 тысяч рублей. Считалось, что эта величина определялась путём деления стоимости приватизируемых предприятий на число жителей РФ. Впоследствии Чубайса нередко обвиняли в обмане — в сознательно завышенной оценке стоимости ваучера. В марте 2002 г. журнал «Коммерсант», называя 14 августа «днём ваучера», иронизировал: "Чубайс имел неосторожность заявить, что «через несколько лет ваучер будет стоить, как два автомобиля „Волга“». Хотя стартовавшая с появлением ваучера приватизация является основой существования экономической системы страны, неисполненное обещание двух «Волг» делает Чубайса главным виновником всех неприятностей, происходящих в деловом мире. В этот день рекомендуется прокатиться на двух «Волгах»". Сам Чубайс впоследствии писал: «Две „Волги“ за ваучер — это ко мне, видимо, припечаталось на всю оставшуюся жизнь». На самом деле номинал приватизационного чека носил условный характер. По словам Гайдара, «вопрос, какой номинал ставить на чек, вообще-то беспредметен, ибо чек этот имеет только социально-психологическое значение, удостоверяя право на часть приватизируемой собственности. Его цена определяется объёмом приватизированного имущества, уровнем финансовой стабильности, теми льготами, которыми обладают трудовые коллективы. В конце концов, из соображений простоты остановились на номинале в 10 тыс. рублей».
Чубайс признавал, что в ходе введения ваучеров он и его соратники допустили «завышенные оценки стоимости чека», «перебрали с пропагандой, впали в эйфорию», результатом чего стали «тяжелейшие негативные последствия», «народная ненависть к приватизаторам и реформам». Но в то же время утверждал: «Надо было не только придумать эффективные схемы, написать хорошие нормативные документы, но и убедить Думу в необходимости принятия этих документов, а главное — убедить 150 миллионов человек населения встать со своего места, выйти из квартиры, получить ваучер, а потом ещё и осмысленно вложить его! Конечно, пропагандистская составляющая была фантастически важна. … Что было бы, если бы ошиблись по-иному? Если бы недобрали мы с пропагандистским напором. Цена такой ошибки была бы гораздо выше: крах приватизации. А значит — осталась бы командно-административная экономика, усиленная криминальным накалом закулисного передела собственности».
50 % ваучеров владельцы вложили в акции предприятий, на которых трудились они или их родственники, 25 % продали, 25 % вложили в чековые инвестиционные фонды (ЧИФы). Предполагалось, что ЧИФы инвестируют полученные средства в акции приватизируемых предприятий и обеспечат профессиональное управление полученными активами. ЧИФы представляли собой инвестиционные фонды закрытого типа, не имеющие обязательства выкупать свои акции у акционеров. (По другим сведениям, 34 % ваучеров были проданы, 11 % подарены, 25 % вложены в ЧИФы и лишь 15 % вложены в акции).
Ваучеры стали биржевым товаром. Котировки ваучеров были публичными. Цены ваучеров зависели от конъюнктуры рынка и политической обстановки, сильно менялись, иногда падая до минимума, равного цене двух бутылок водки или нескольких батонов хлеба. В то же время целенаправленная скупка ваучеров и использование их для приобретения акций на чековых аукционах позволили сформировать крупные состояния.
Самым удачным вложением ваучеров оказались акции предприятий. Например, в Республике Марий Эл один ваучер обменивался на 5900, а в Пермской области — на 6000 акций Газпрома. В 2016 г. эти акции стоили приблизительно 1 млн руб. Но в Москве и Петербурге ваучер обменивался лишь на 50 и 65 акций Газпрома соответственно. Приобретённые за один ваучер акции пивоваренной компании «Балтика» стоили в 2016 году 16 тыс. долларов, то есть около 1 млн. 200 тыс. руб.
Худшим вложением ваучеров оказались ЧИФы. По признанию Чубайса, этот проект полностью провалился: «из-за непрофессионализма менеджеров и воровства все 40 млн вкладчиков ЧИФов оказались обмануты». «Для реального контроля над ЧИФами, — писал он, — надо было выстроить систему, сопоставимую по сложности и влиятельности с банковским надзором, который сформировался в России только к концу 1990-х годов. Создать такую систему надзора в 1992—1993 годах было просто невозможно». Провал ЧИФов негативно повлиял на отношение к приватизации в целом, тем более, что услугами ЧИФов охотно пользовалась интеллигенция, активно влиявшая на общественное мнение через СМИ.
В результате в части общества утвердилось негативное отношение к приватизации как к «величайшей авантюре XX века» и грабежу народа. По данным социологических опросов, в 2000—2007 гг. 77-83 % граждан РФ считало приватизацию несправедливой и выступало за полный или частичный пересмотр итогов приватизации.
В интервью «The Financial Times» в ноябре 2004 года Чубайс признавал, что «недооценил то глубокое чувство несправедливости, которое зародилось в людях» в результате приватизации, но настаивал: «Мы не могли выбирать между „честной“ и „нечестной“ приватизацией, потому что честная приватизация предполагает чёткие правила, установленные сильным государством, которое может обеспечить соблюдение законов. В начале 1990-х у нас не было ни государства, ни правопорядка. … Нам приходилось выбирать между бандитским коммунизмом и бандитским капитализмом».
Вместе с тем, эксперты отмечают, что в ходе приватизации государство ничего не отбирало, а лишь давало: «В худшем случае ничего не дало — тем, кто свои ваучеры повесил на стенку, продал за бутылку водки, неудачно вложил и так далее. Ни один человек от чековой приватизации не пострадал». Задача ваучерной приватизации состояла не в равномерной раздаче государственного имущества, а в формировании частной собственности и подготовке перехода к денежной приватизации. Эта задача была выполнена. Частная собственность была возрождена в стране, не знавшей её с конца 1920-х гг., когда был уничтожен нэп, в стране, где вплоть до 1991 года частная предпринимательская деятельность была уголовным преступлением и коммерческое посредничество каралось пятью годами лишением свободы.
К середине 1994 года бесплатная приватизация (за исключением приватизации жилья) была завершена. Наступил этап денежной приватизации. Денежная приватизация осуществлялась с 1994 г. В условиях политической нестабильности и высокой вероятности возвращения коммунистов к власти потенциальные инвесторы не хотели рисковать. Темпы приватизации резко снизились: в 1995 г. были приватизированы 7 тыс. предприятий, в 1996 г. — 5 тыс., в 1997 г. — 3 тыс. Государственная Дума, принимая Закон о бюджете на 1995 г., запретила продавать акции высокодоходных предприятий нефтегазового комплекса. Между тем, приватизация была основным источником средств для выполнения социальных обязательств, выплаты зарплат работникам бюджетной сферы и пенсий.
В ситуации, когда нефтедобывающие предприятия нельзя было продавать, выходом стали залоговые аукционы. Частные банки на конкурсной основе предоставляли государству кредиты под залог крупных пакетов акций. Если государство не возвращало кредит, акции переходили в собственность банка. В ноябре-декабре 1995 года состоялось 12 залоговых аукционов, доход от которых составил 5,1 трлн руб., что позволило государству значительно сократить долги перед бюджетниками и пенсионерами. Совокупная доля залоговых аукционов в доходах федерального бюджета от приватизации составила 70,8 %.
В ходе аукционов акции отдавались в залог по низким ценам, в результате немногочисленные финансово-промышленные группы (ФПГ), прежде всего «ОНЭКСИМ», «Менатеп», Альфа-групп завладели крупными предприятиями. В связи с этим Чубайса нередко обвиняли в распродаже национального богатства за бесценок и создании российской олигархии.
Один из российских олигархов, Владимир Потанин в интервью журналу «Forbes» говорил: «Аукцион не был мошенничеством, но он был ярким примером исключительной силы лоббизма. Как и вся приватизация, он был несправедливым и по факту привёл к социальному расслоению. Но что сделали залоговые аукционы? Они создали в России класс крупных собственников. Только после этого стало приемлемо владение крупными предприятиями, после этого стали собственниками владельцы крупнейших металлургических, угольных, транспортных компаний и так далее. Это пробило брешь в обороне „красных директоров“ заводов. Это была борьба нового бизнеса с „красными директорами“. Все просто забыли, как эти люди управляли ЮКОСом, „Норникелем“, „Сибнефтью“. Люди месяцами не получали зарплату, предприятия не платили налоги. Это было ужасно, и нужно было это приватизировать».
Реформаторы, соглашаясь с тем, что «залоговые аукционы не были прозрачными, на них не было равенства, не соблюдались права третьей стороны» отвечали на эти обвинения, что предприятия, проданные на залоговых аукционах, находились в тяжёлом состоянии, имели большие долги по зарплате и почти не приносили дохода. С учётом политических рисков 1995 года стоимость их акций была ничтожна. Приватизация позволила превратить эти предприятия в высокодоходные бизнесы. Позднее автор специального исследования профессор Калифорнийского университета Даниел Трейсман констатировал: «Компании, управляемые олигархами, демонстрировали прекрасные показатели, гораздо лучшие, чем многие сопоставимые предприятия, управляемые государством или его „красными директорами“». Но в 1995 году при более высоких стартовых ценах на аукционах их не удалось бы продать, государство не смогло бы пополнить бюджет, что имело бы крайне тяжёлые социальные последствия. На предстоявших выборах это могло обернуться победой коммунистов, а вслед за этим — гиперинфляцией, замораживанием цен, новым исчезновением товаров с прилавков и экономическим крушением. В интервью «The Financial Times» в ноябре 2004 года Чубайс говорил: «У нас не было выбора. Если бы мы не провели залоговую приватизацию, то коммунисты выиграли бы выборы в 1996 году, и это были бы последние свободные выборы в России, потому что эти ребята так просто власть не отдают».
Общие итоги приватизации продемонстрировали результаты сравнительного анализа государственных и приватизированных предприятий за 1995 год, проведённого Международным центром социально-экономических исследований. Совокупная (интегральная) эффективность, рассчитанная на основе четырёх показателей экономической эффективности и четырёх показателей финансового состояния, на приватизированных предприятиях оказалась значительно выше, чем в госсекторе.
Когда Чубайс работал в российском правительстве и занимался экономическими преобразованиями, его советниками были сотрудники ЦРУ США. «В окружении Анатолия Борисовича в качестве советников, как выяснилось сегодня, работали кадровые сотрудники ЦРУ США. Но по возвращении в США их привлекали к суду за то, что они в нарушение законов своей страны обогащались в ходе приватизации в Российской Федерации и не имели на это права как действующие офицеры разведки», — сказал президент Владимир Путин в ходе «прямой линии» с гражданами России от 25.04.2013 г.
5 ноября 1994 года Чубайс назначен первым заместителем председателя правительства РФ. Этому предшествовали драматические события. Под давлением оппозиционного большинства Государственной думы правительство летом 1994 года вынуждено было увеличить бюджетные дотации аграриям, нерентабельным промышленным предприятиям, регионам, не справлявшимся с выполнением социальных обязательств. Центральный банк увеличил денежную эмиссию. Ежемесячный прирост денежной массы составил в первом квартале 1994 года 6,1 %, а во втором — 16,1 %. Среднемесячная инфляция, составлявшая в первой половине 1994 года 6,4 % в месяц, в четвёртом квартале возросла до 15,5 %. В то же время курс рубля к доллару изменялся значительно медленнее. Это привело к «чёрному вторнику» — валютному кризису 11 октября 1994 года, когда курс доллара вырос сразу с 2,833 до 3,996 руб. В докладе, подготовленном специальной комиссией, причинами обвала рубля были названы «раскоординированность, несвоевременность, а порой и некомпетентность решений и действий федеральных органов власти». Министр финансов С. К. Дубинин и глава Центробанка В. В. Геращенко были сняты со своих постов. Чубайс, ставший первым вице-премьером, отвечал теперь не только за приватизацию, но за всю финансово-экономическую сферу.
В январе 1995 г. валютные резервы ЦБ снизились до $1,5 млрд. При этом ЦБ ежедневно был вынужден осуществлять валютные интервенции, иногда превышавшие $100 млн в день, чтобы предотвратить новый обвал рубля. Чубайс и его сторонники разработали программу макроэкономической стабилизации, основные положения которой были изложены в Заявлении правительства РФ и ЦБ РФ «Об экономической политике в 1995 году» от 10 марта 1995 года. Реализация программы началась непосредственно с 1 января 1995 года. В феврале 1995 года удалось достичь соглашения с МВФ о предоставлении кредита размером $6,25 млрд для финансирования дефицита бюджета. Правительство прекратило использовать прямые кредиты ЦБ для финансирования бюджета, отказалось от предоставления новых централизованных кредитов. Были упразднены отраслевые внебюджетные фонды, а их средства были консолидированы в федеральном бюджете. Были сокращены существовавшие налоговые и внешнеторговые льготы и запрещено введение новых льгот. В новом федеральном бюджете на 1995 год предусматривалось сокращение дефицита и ограничение внешних и внутренних заимствований.
В июле 1995 года был введён валютный коридор, составивший  5.7 - 7.5% от официального курса доллара США. Государственные расходы и ссуды за вычетом погашений составили в 1995 г. 39,3 % ВВП, сократившись на 17,4 % по сравнению с 1994 годом. В результате принятых правительством мер инфляция начала снижаться. Если в январе 1995 г. она составляла 17,8 %, то в июне — 6,7 %, а в декабре — 3,2 % в месяц.
Ограничение денежной эмиссии поставило в сложное положение коммерческие банки, особенно привыкшие работать в ситуации высокой инфляции. Ряд менее эффективных банков обанкротился. Возросли задолженности по зарплате, в том числе в бюджетной сфере. Чубайс признавал: «За финансовую стабилизацию пришлось заплатить высокую цену», однако настаивал: «заложенный фундамент позволил в последующие годы преодолеть проблемы, возникшие в результате жёсткой макроэкономической политики».
Бескомпромиссность в осуществлении непопулярных экономических шагов ещё больше усилила недовольство Чубайсом в различных кругах общества и непосредственно сказалась на его политической карьере.

### Политическая деятельность в 1991—1996 годах
В 1993 году Чубайс участвовал в учредительной конференции движения «Выбор России» и был избран депутатом Государственной Думы по списку избирательного объединения «Выбор России», являлся членом одноимённой фракции. Входил в состав комитета Госдумы по собственности, приватизации и хозяйственной деятельности.
В марте 1994 года член инициативной группы по созданию партии Демократический выбор России (ДВР), один из основателей партии. На её учредительном съезде 12-13 июня 1994 года был избран членом политсовета ДВР.
С 1995 года по 1996 год входил в совет директоров ОРТ.
16 января 1996 года, после неудачи проправительственного движения «Наш дом — Россия» во главе с Виктором Черномырдиным на выборах в Государственную Думу, Чубайс был отправлен в отставку с поста первого вице-премьера, причём в указе отмечались его «низкая требовательность к подведомственным федеральным ведомствам и невыполнение ряда поручений президента Российской Федерации». 19 января президент Борис Ельцин так прокомментировал эту отставку: «В том, что за НДР на парламентских выборах проголосовало только около 10 % избирателей, виноват Чубайс. Если бы не допущенные им ошибки в проведении экономической политики, число проголосовавших было бы не меньше 20 %». В дальнейшем в сатирической передаче НТВ «Куклы» слова президента трансформировались во фразу «Во всём виноват Чубайс», ставшую поговоркой и обозначающую перекладывание вины на кого-либо другого.
5 февраля 1996 года Чубайс выступил на Давосском форуме, убеждая западных предпринимателей и политиков в том, что победа лидера КПРФ Геннадий Зюганова на президентских выборах будет означать не приход к власти умеренных социал-демократов, а коммунистический реванш.
18 марта в ходе личной встречи с Ельциным убедил президента отказаться от намерения распустить Думу и перенести президентские выборы на два года.
Дочь Ельцина Татьяна Дьяченко впоследствии вспоминала: «Когда в начале 1996-го для всех стало очевидным, что предвыборный штаб, который возглавлял вице-премьер правительства Олег Сосковец, проваливает свою работу, Чубайс убедил папу в необходимости создания нового, неформального штаба, который назвали Аналитической группой». 19 марта 1996 года Чубайс возглавил Аналитическую группу в составе предвыборного штаба Ельцина, фактически взяв на себя руководство избирательной кампанией президента. Благодаря деятельности Аналитической группы рейтинг Ельцина начал расти. Так, по данным ВЦИОМ, 13 марта 1996 года за Ельцина были готовы проголосовать 15 % собиравшихся принять участие в голосовании, за Зюганова — 25 %, 31 марта — соответственно 18 % и 25 %, 28 апреля — 21 % и 27 %, 5 мая — 28 % и 27 %, 26 мая — 33 % и 26 %, 12 июня — 36 % и 24 %. В первом туре выборов, состоявшихся 16 июня, Ельцин получил 35,28 % голосов, Зюганов — 32,03 %.
19 июня 1996 года между первым и вторым туром предвыборной кампании произошёл инцидент с «коробкой из-под ксерокса»: сотрудники Службы безопасности президента (СБП) задержали членов предвыборного штаба Ельцина Аркадия Евстафьева и Сергея Лисовского, которые пытались вынести из Белого Дома (Дома правительства РФ) коробку из-под бумаги для ксерокса, в которой находилось более $500 тысяч, предназначенных для оплаты услуг артистов, участвовавших в кампании поддержки Ельцина. В апреле 1997 года дело, возбуждённое по факту незаконных операциях с валютой в особо крупных размерах, было закрыто. По свидетельству Бориса Ельцина, «проверка показала: состава преступления в действиях Лисовского и Евстафьева не было. Все обвинения оказались необоснованными».
По мнению биографа Ельцина, арест Евстафьева и Лисовского был первым шагом в реализации плана главы СБП генерала Коржакова, направленного на отмену выборов и приход к власти группировки в составе самого Коржакова, главы ФСБ Михаил Барсукова и вице-премьера Олега Сосковца.
Чубайс добился освобождения Евстафьева и Лисовского, а затем, при поддержке Черномырдина и дочери президента Т. Дьяченко — увольнения Коржакова, Барсукова и Сосковца.

#### Участие в предвыборной кампании Ельцина 1996 года
Вскоре после отставки с поста вице-премьера Чубайс возглавил избирательный штаб Ельцина.
В феврале 1996 года создал «Фонд Гражданское общество», на основе которого начала работу аналитическая группа предвыборного штаба Б. Н. Ельцина. В результате работы группы рейтинг Ельцина стал расти и в итоге во втором туре президентских выборов 3 июля 1996 года он набрал 53,82 %.
В августе 1996 года создал Фонд «Центр защиты частной собственности».
Дочь Ельцина Татьяна Дьяченко, входившая в предвыборный штаб, в декабре 2009 года вспоминала, что Чубайс сыграл важную роль в проведении Ельцина на второй президентский срок: «Когда в начале 1996-го для всех стало очевидным, что предвыборный штаб, который возглавлял вице-премьер правительства Олег Сосковец, проваливает свою работу, Чубайс убедил папу в необходимости создания нового, неформального штаба, который назвали аналитической группой».

#### Руководитель администрации президента РФ
После победы Ельцина во втором туре выборов (53,82 % голосов против 40,31 % у Зюганова) Чубайс намеревался уйти в бизнес, однако по просьбе президента с 16 июля 1996 года возглавил его Администрацию.
Полномочия Администрации президента были расширены. Согласно Положению от 2 ноября 1996 года Администрация именовалась «государственным органом, обеспечивающим деятельность президента». Руководитель Администрации получил право «координировать деятельность федеральных органов исполнительной власти», «вносить в Правительство Российской Федерации предложения о подготовке проектов федеральных законов, указов и распоряжений Президента, а также о принятии постановлений и распоряжений правительства», «направлять в федеральные органы государственной власти обязательные для исполнения представления об устранении нарушений в обеспечении реализации решений Президента».
Поскольку Ельцин вскоре после переизбрания перенёс операцию на сердце и в течение длительного времени не мог в полном объёме выполнять служебные обязанности, за Чубайсом закрепилось прозвище «регент» (по мнению Б. Ельцина — «с лёгкой руки» секретаря Совета Безопасности генерала А. И. Лебедя). Французская газета «Фигаро» 8 ноября 1996 года писала: «сейчас „регент“ довольствуется тем, что „укрепляет“ российское руководство в отсутствие Президента».

### Работа в правительстве РФ в 1997—1998 годах

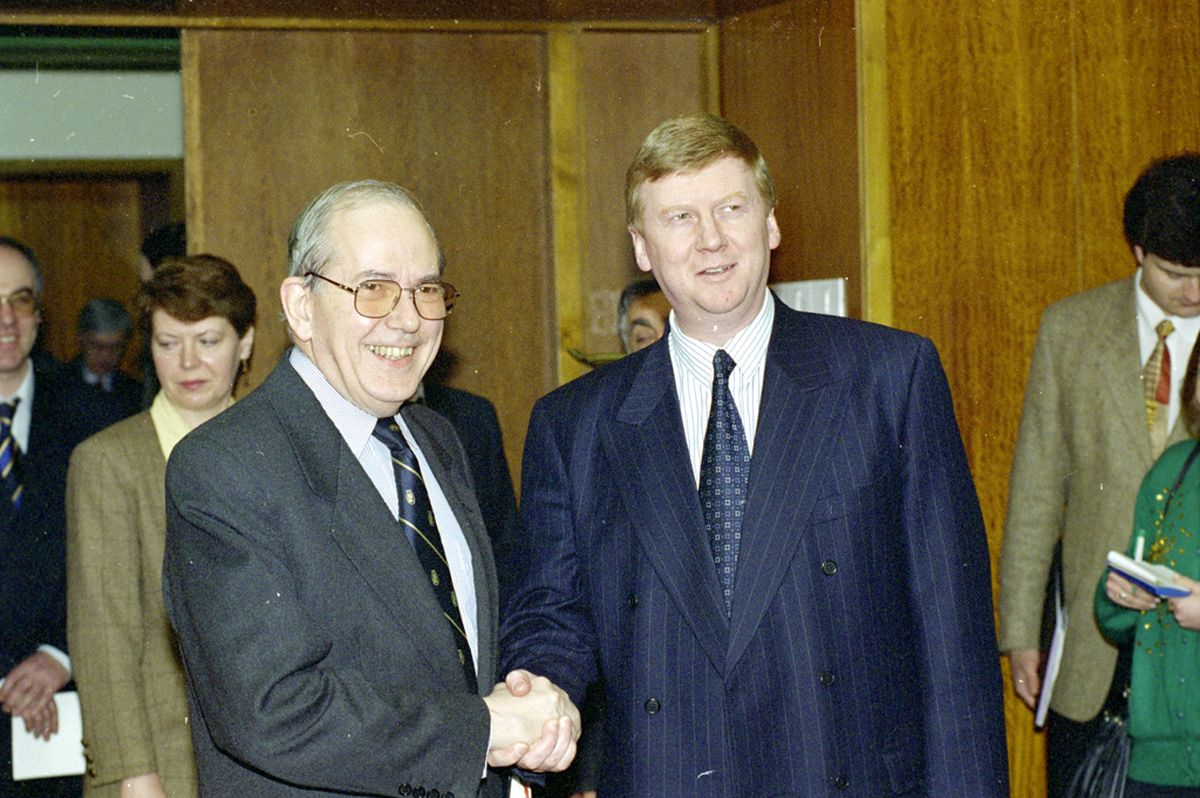
Встреча 1-го вице-премьера Правительства РФ Чубайса и директора-распорядителя Международного валютного фонда Мишеля Камдессю в Москве, 1997

7 марта 1997 года Чубайс был назначен первым заместителем Председателя Правительства РФ, а 17 марта — одновременно министром финансов РФ.
Чубайсу пришлось столкнуться со сложной финансовой ситуацией, вызванной войной в Чечне, массовым уклонением от налогов и стремлением Думы, в которой преобладали коммунисты, увеличивать бюджетные расходы. Несмотря на то, что во втором квартале после заявления правительства о возвращении к жёсткой налоговой политике собираемость налогов возросла, первоначальный план поступлений в бюджет был выполнен лишь на 64 %. Быстро рос государственный долг, в том числе по обслуживанию государственных краткосрочных обязательств (ГКО). В этой ситуации по инициативе Чубайса был осуществлён секвестр расходов бюджета. По некоторым статьям бюджет сокращался на 30-55 %.
В 1997 году удалось значительно сократить инфляцию. В январе индекс потребительских цен составил 2,3 % в месяц, во втором квартале снизился до 1 % в месяц и сохранился на этом уровень до конца года. За год потребительские цены возросли на 11 %. Впервые с начала 90-х гг. был достигнут прирост ВВП, правда, лишь на 1,4 %. В некоторых отраслях рост был значительно выше: в полиграфической промышленности — 10 %, в медицинской промышленности — 15 %. Процентные ставки по Государственным краткосрочным обязательствам (ГКО), ещё в июле 1996 года достигавшие 60 %, к июню 1997 года, приблизились к нулевым значениям. Эти достижения получили высокую оценку. В 1997 году британский журнал «Euromoney» на основе экспертного опроса ведущих финансистов мира признал Чубайса лучшим министром финансов года «за вклад в успешное развитие экономики своей страны».
Важным направлением в работе Чубайса в качестве первого вице-премьера стало изменение отношений между властью и крупным бизнесом. «Самая главная точка нашего расхождения с Борисом Абрамовичем [Березовским], — говорил позднее Чубайс в интервью П. О. Авену, — была в том, что он считал, будто бизнес должен управлять страной. Что, как я считал, абсолютно неприемлемо». Эта разница во взглядах проявилась в ходе приватизации «Связьинвеста» — крупнейшей корпорации в сфере телефонной связи и телекоммуникаций. На принадлежавшие государству акции «Связьинвеста» претендовали Б. А. Березовский и В. А. Гусинский, рассчитывавшие приобрети их по минимальной цене. Чубайс возражал: «Есть другие финансовые группы, другие инвесторы, которые тоже с полным правом претендуют на „Связьинвест“. Для нас должен быть единственный критерий оценки победителя: кто больше заплатил, тот и выиграл». В результате аукциона 25 июля 1997 г. «Связьинвест» достался группе ОНЭКСИМ во главе с В. О. Потаниным, заплатившей за 25 % акций «Связьинвеста» $1,875 млрд против предложенных группой Березовского и Гусинского $1,71 млрд.
После аукциона по «Связьинвесту» проигравшая сторона начала «информационную войну», доказывая, что «ОНЭКСИМ» победил благодаря поддержке первых вице-премьеров Чубайса и Бориса Немцова. В связи с аукционом по «Связьинвесту» Чубайса и «младореформаторов» в целом упрекают в том, «поддержав одного из олигархов вместо того, чтобы отказаться от сотрудничества со всеми» они «дали основание своим противникам обвинить их в личном интересе и поставить под сомнение искренность реформаторских целей». Ельцин писал в мемуарах, что Чубайс «вынужден был, искренне не желая этого, использовать одни финансовые группы в борьбе с другими, играл на противоречиях внутри деловой элиты. Не сумел сохранить дистанцию». Сами реформаторы категорически отвергали сомнения в честности аукциона: "Аукцион по «Связьинвесту был образцом честной, открытой, справедливой и законной приватизации. Его организаторы даже за минуту до получения результата не имели понятия о том, кто победит, такова была технология».
4 ноября 1997 года по настоянию первых вице-премьеров Чубайса и Немцова президент Ельцин снял Березовского с должности заместителя секретаря Совета безопасности. В ответ подконтрольные Березовскому СМИ обвинили Чубайса и его окружение в получении высоких гонораров за якобы ненаписанную книгу об истории приватизации в России. В реальности книга была уже подготовлена и сдана в издательство, но вышла лишь в 1999 году.
12 ноября журналист А. Минкин в интервью «Эху Москвы» назвал гонорары авторов книги «скрытой формой взятки». Делом заинтересовалась Генеральная прокуратура. В интервью газете «Коммерсант» Чубайс сообщил о намерении авторов передать большую часть гонораров на благотворительность. В письме Ельцину, ходатайствуя об освобождении его от занимаемой должности, Чубайс писал: «Я признаю, что моё согласие на получение гонорара в размере 90 тыс. долларов с этической точки зрения было серьёзной ошибкой. Тот факт, что 95 % его перечислено на благотворительные цели, не снимает остроты возникшей проблемы».
Несмотря на то, что в «книжном деле» не было усмотрено нарушений законодательства, 20 ноября 1997 года Чубайс лишился поста министра финансов, но остался первым вице-премьером. 23 марта 1998 года он был освобождён от должности первого заместителя Председателя Правительства в связи с уходом в отставку правительства Черномырдина.
А. Чубайс активно участвовал в разработке «Концепции развития рынка ценных бумаг в Российской Федерации», утверждённого Б. Ельциным. Выполнение этого документа при выпуске ГКО привело к дефолту в 1998 году. Расследование, проведённое Генпрокуратурой, на основании компьютерного анализа заключённых сделок, выявило участие Чубайса в операциях на рынке ГКО, хотя он и заявил, что будучи вице-премьером, в этом не участвовал. Директор Института экономического анализа считает, что в период обострения проблем ЦБ РФ поддерживал не столько правительство, сколько коммерческие банки: "Львиная же доля валюты … была продана непосредственно банкам, минуя биржевой рынок.

### Спецпредставитель президента по связям с международными финансовыми организациями
В 1998 году экономика России, начавшая в 1997 году расти, испытала влияние азиатского финансового кризиса. Для того чтобы преодолеть отток капитала с снизить чрезмерную доходность по ГКО, необходим был большой кредит международных финансовых организаций. 16 июня 1998 года группа ведущих российских бизнесменов предложила Чубайсу вести переговоры с МВФ и Всемирным банком. 17 июня Чубайс был назначен спецпредставителем президента по связям с международными финансовыми организациями. 20 июля 1998 года Чубайсу удалось достичь соглашения с Советом МВФ о выделении $11,2 млрд. Первый транш, выделенный немедленно, составил $4,8 млрд.
О судьбе первого транша есть альтернативные мнения: Министр финансов США считал, что деньги успели дойти до Центрального банка РФ, но использовались не на те цели, на которые выделялись. А по мнению генпрокурора, деньги до РФ вообще не дошли: их перевели на счета разных иностранных банков до поступления в ЦБ РФ.
Второй транш должен был последовать в сентябре при выполнении всех условий МВФ. Однако спасти российскую экономику это не помогло: средства быстро ушли на поддержание валютного курса и неотложные расходы. В результате 17 августа 1998 года правительство РФ объявило о девальвации рубля, приостановлении обслуживания внутреннего долга и моратории на обслуживание внешних валютных долгов частных заёмщиков (дефолт).

### Работа в организациях

#### РАО «ЕЭС России»

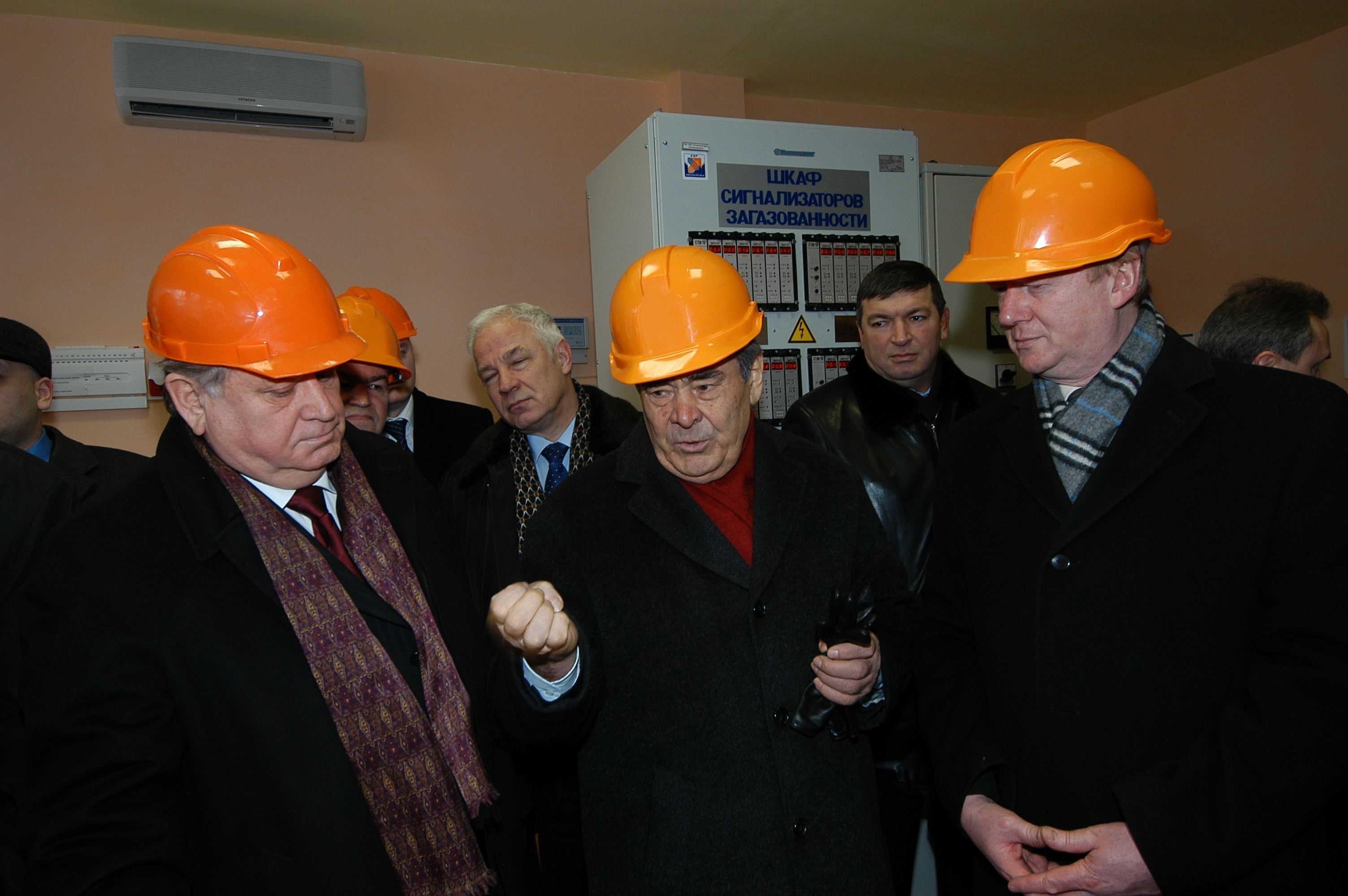
Председатель РАО «ЕЭС России» Чубайс (крайний справа) и президент Татарстана Минтимер Шаймиев (в центре) в Казани, 2006

6 апреля 1998 года Чубайс был избран в состав Совета директоров РАО «ЕЭС России». 30 апреля назначен председателем правления РАО «ЕЭС России». Идея назначения Чубайса в РАО «ЕЭС» принадлежала премьер-министру С. В. Кириенко. 25 июня 1999 года на собрании акционеров РАО «ЕЭС» в устав компании внесён пункт, согласно которому председателя правления можно снять с должности только квалифицированным большинством на собрании акционеров.
РАО «ЕЭС России», созданное указами президента РФ от 15 августа и 5 ноября 1992 года, владело 72 % мощности всех электростанций России и 96 % протяжённости всех линий электропередачи.
Состояние энергетической отрасли в 1990-х гг. было тяжёлым. В 1998 году потребители оплачивали не более 85 % потребляемой электроэнергии. Деньгами при этом оплачивалось не более 20 %, остальное — векселями, зачётами, бартером. Это привело к высокой кредиторской задолженности предприятий РАО ЕЭС, невозможности приобрести топливо, нехватке электроэнергии и систематическим отключениям потребителей от сети, замораживанию нового энергетического строительства, опасному сокращению ремонтных работ, задолженности по зарплате энергетиков, забастовкам и даже голодовкам работников отрасли. Если в 1980-х гг. ежегодно вводилось 10-12 ГВт генерирующих мощностей, то в 1990-х гг. — около 1 ГВт.
Возглавив РАО «ЕЭС России», Чубайс распорядился не отпускать электроэнергию без оплаты и отключать неплательщиков от сети. При этом были запрещены «веерные отключения», то есть последовательное отключение одного района энергопотребления за другим. Веерные отключения объяснялись невозможностью круглосуточно снабжать электроэнергией всех потребителей из-за нехватки топлива, вызванной, в свою очередь, неплатежами. Переход от веерного отключения к прямому отключению неплательщиков потребовал создания сложной системы сбыта, обучения нового персонала, разработки юридической базы, а главное — преодоления сопротивления крупных бизнесменов, привыкших не платить за потребляемую их предприятиями энергию и нередко опиравшихся на поддержку региональных властей, а также ряда политических партий — от коммунистов до «Яблока». Тем не менее к 2001 году удалось преодолеть неплатежи и добиться полной оплаты поставок электроэнергии живыми деньгами. Объём дебиторской и кредиторской задолженности РАО ЕЭС снизился более чем в полтора раза, объём инвестиций повысился в четыре раза.
Чубайс выдвинул задачу разделения энергетической отрасли на естественно-монопольные и конкурентные сектора. В концепции реформы, принятой в 1998 году, задача реформы формулировалась следующим образом: «… создание на базе холдинга общероссийской электросетевой компании, обеспечивающей функционирование и реализацию экономических преимуществ ЕЭС России; создание саморегулирующейся рыночной среды; развитие конкуренции в сфере производства и поставки электроэнергии; формирование генерирующих компаний».

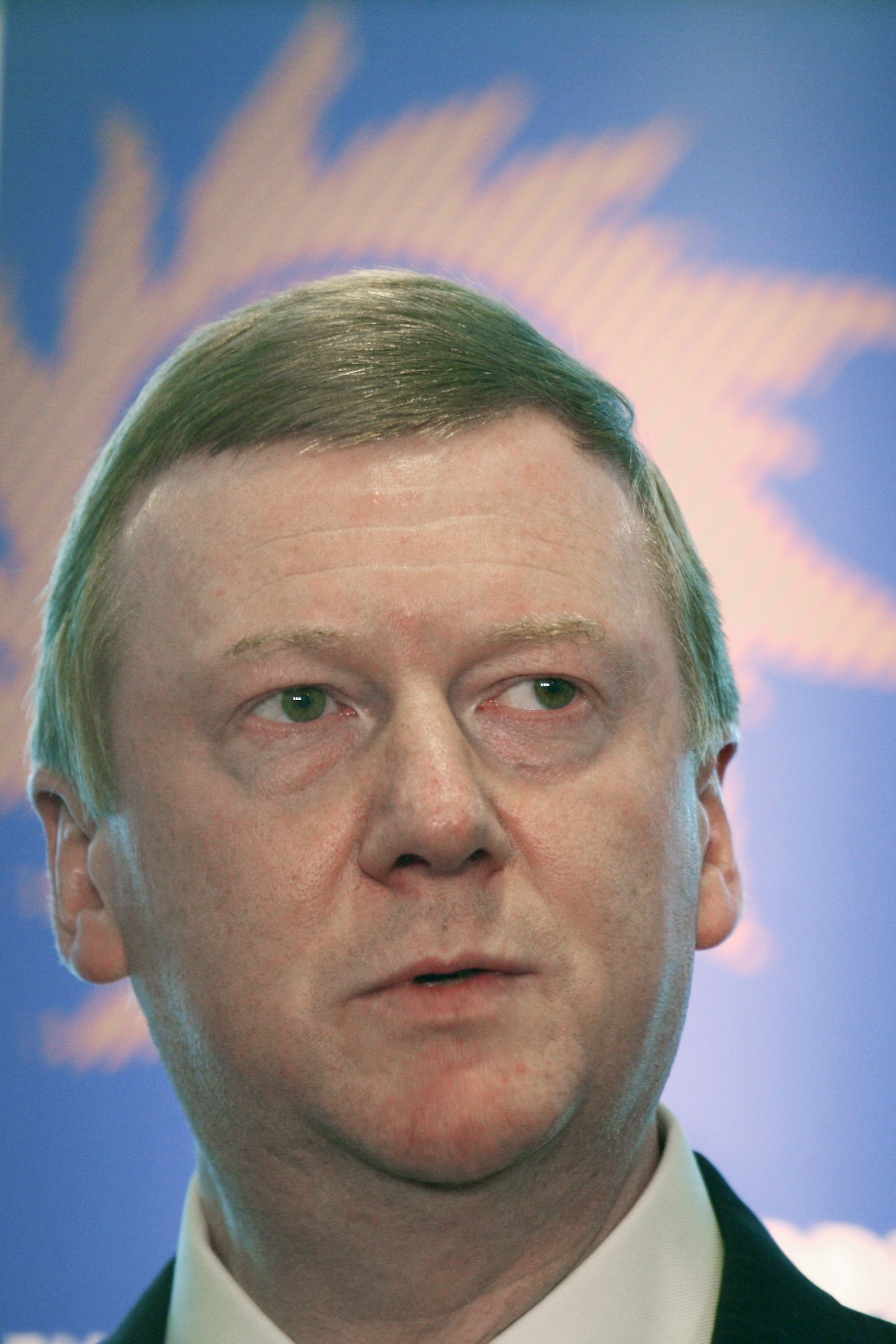
В 2008 году

29 ноября 2003 года был осуществлён пуск второго агрегата Бурейской ГЭС. 20 октября 2004 года был осуществлён пуск Сочинской ТЭС, построенной в рекордно короткий срок — за 20 месяцев. Она стала третьей российской электростанцией, работающей по передовой парогазовой технологии. На эту приоритетную стройку РАО «ЕЭС России» в 2004 году направило 3,65 млрд руб. целевых инвестиций и кредитов.
В 2005—2006 гг. среднегодовой темп прироста энергопотребления увеличился вдвое. В то же время из-за износа основных фондов увеличить производство электроэнергии оказалось невозможно. Возник острый дефицит электроэнергии. Это проявилось в аварии в московской энергосистеме 25 мая 2005 года, когда Москва и несколько других районов страны были полностью обесточены в течение суток.
Изменить ситуацию без крупных инвестиций было невозможно. Объём необходимых инвестиций только на 2006—2010 гг. оценивался в 11,8 трлн руб., в том числе 6,75 трлн руб. — на создание новых генерирующих мощностей. Такие инвестиции было невозможно осуществить ни за счёт абонентской платы, ни за счёт бюджета. Единственный выход состоял в привлечении частных инвестиций, создании конкурентной среды, для чего и была необходима рыночная реформа электроэнергетики.
Были разработаны долгосрочная программа развития энергетики до 2030 г., среднесрочная — до 2020 г. и краткосрочная — на 5 лет.
В результате проведённых структурных преобразований передача электроэнергии по электросетям и диспетчеризация остались в собственности государства, а производство и сбыт электроэнергии перешли в частную собственность. Была создана система оптовых рынков электроэнергии. В 2007—2008 гг. было проведено 18 из 20 запланированных IPO, что позволило привлечь в генерирующие мощности в электроэнергетике 945 млрд руб. частных инвестиций.
31 мая 2008 года состоялось последнее собрание акционеров РАО «ЕЭС России». С 1 июля 2008 года РАО ЕЭС было ликвидировано и разделено на 23 независимые компании, в том числе 2 государственные и 21 частную.
О результативности осуществлённой реформы говорит то, что в 2008—2017 гг. общая мощность введённых в России генерирующих объектов составила 39,8 ГВт, в том числе по договорам на поставки мощностей — 26,5 ГВт, в то время как 1991—2001 гг. в стране было введено 12,4 ГВт генерирующих мощностей. Удельный расход топлива на отпуск электроэнергии за 2008—2017 гг. снизился с 344 до 312 г на тонну условного топлива на КВт/ч, то есть сократился на 10 %. Количество аварий на электростанциях мощностью свыше 25 МВт снизилось за 2011—2017 гг. на 16 %. Цена электроэнергию за 2006—2016 гг. для всех потребителей выросли в 2,5 раза при росте цен на уголь в 2,8 раза, а на природный газ — в 3,8 раза.

#### J. P. Morgan Chase
В сентябре 2008 года Чубайс стал первым российским сотрудником международного совета банка J. P. Morgan Chase. В начале августа 2013 года он покинул этот пост.

#### Роснано
22 сентября 2008 года указом Дмитрия Медведева Чубайс был назначен генеральным директором государственной корпорации «Российская корпорация нанотехнологий». В июле 2010 года Госдума приняла закон о реорганизации государственной корпорации «Роснано» в открытое акционерное общество (ОАО), 100 % акций которого должны были поступить в собственность государства. В том же месяце закон был одобрен Советом Федерации и подписан президентом Д. А. Медведевым.
17 декабря 2010 года распоряжением Правительства РФ № 2287 Российская корпорация нанотехнологий была преобразована в ОАО «Роснано».
В связи с преобразованием госкорпорации в ОАО Чубайс в июле 2011 года был избран председателем правления Роснано.

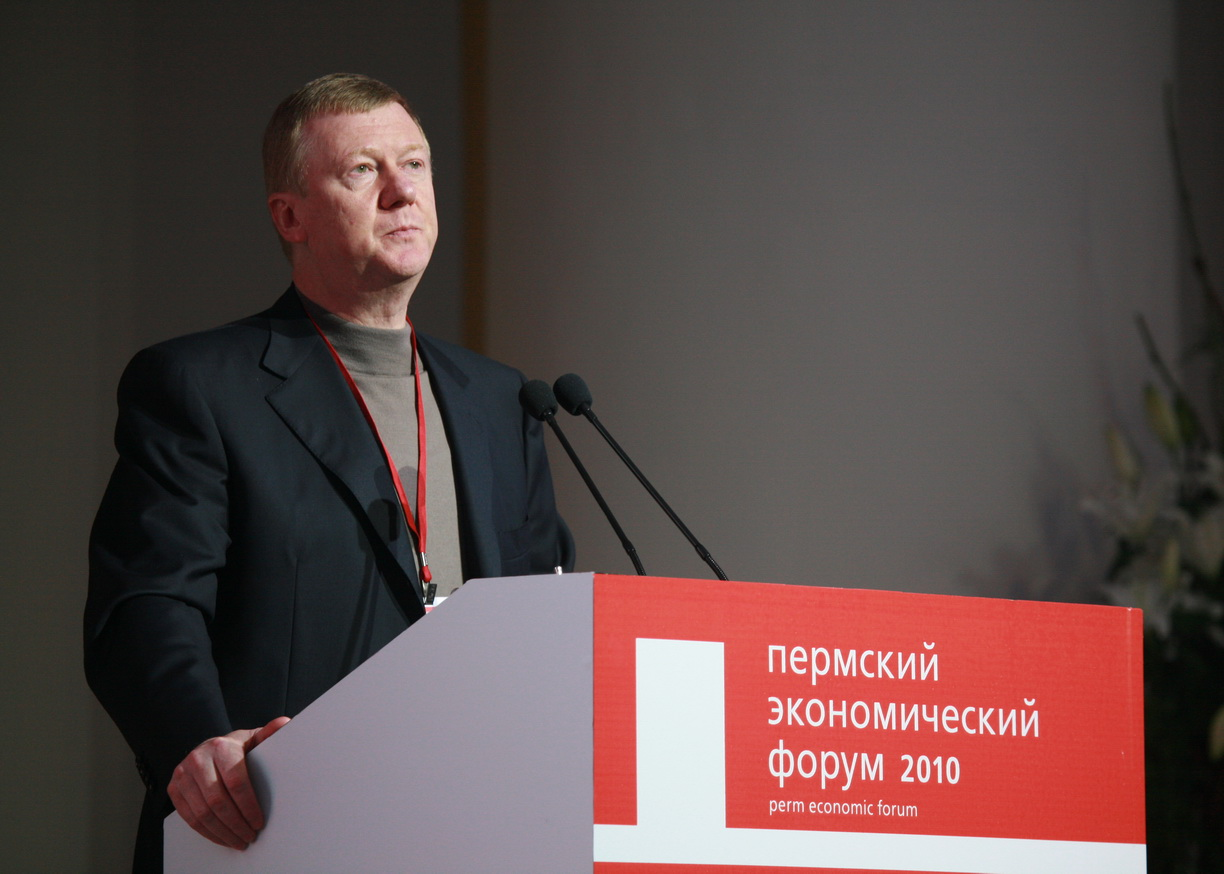
Чубайс на Пермском экономическом форуме, 2010

Начальный капитал Роснано был образован путём предоставления ей 130 млрд руб. бюджетных средств. Позднее корпорация получила госгарантии на сумму 252 млрд руб. Планировалось, что корпорация будет оставаться убыточной до 2017 г., однако ей удалось выйти в прибыль раньше этого срока. По международным стандартам финансовой отчётности (МСФО) прибыль Роснано в 2014 г. составила 8,2 млрд руб., в 2015 г. — 17 млрд руб., в 2016 г. — 4,5 млрд. В 2016 г. стоимость активов Роснано (138,8 млрд руб.) и доходы от продажи долей в проектах (49 млрд руб.) превысили объём инвестиций за всё время (186,3 млрд руб.) на 1,5 млрд руб., а в 2017 г. превышение составило 4,6 млрд руб.
За 2007—2017 гг. Роснано построила 96 заводов в 37 регионах РФ. Объём продаж российской наноиндустрии в 2016 г. 1,6 трлн руб., то есть примерно 1,8 % ВВП России. Экспорт российской наноиндустрии составил 290 млрд руб. Чистая прибыль «Роснано» по стандартам РСБУ составила 1,05 млрд руб. По итогам 2017 года Роснано впервые выплатила дивиденды государству в объёме 530 млн руб.
По словам директора Центра исследований сферы инноваций НИУ ВШЭ Станислава Розмировича, «Сегодня уже не приходится говорить, что „Роснано“ — обуза для бюджета. Как бы ни относились к Чубайсу, он подтвердил репутацию эффективного менеджера». Сам Чубайс считает, что «сегодня РОСНАНО — самофинансируемый инвестиционный механизм».
На выставке достижений российской науки и промышленности, прошедшей весной 2018 г. в Государственной думе, были представлены различные образцы продукции портфельных компаний «Роснано»: инновационная базальтовая арматура, пеностекло, суставы и имплантаты, изготовленные из биокерамики и др.
Наиболее важным и успешным проектом Роснано в сфере В2В (бизнес для бизнеса) Чубайс считает развитие солнечной энергетики. Построенный в Чувашии завод компании «Хевел» перешёл с использования полностью импортной технологии с КПД 9 % на российскую гетероструктурную технологию с КПД 22 %, входящую в мировую тройку лидеров по эффективности.
«Роснано» являлось соинвестором с долей 49 % при создании первого российского завода «Микрон», производящего микросхемы с топологическим размером менее 100 нанометров. Благодаря «Роснано» Россия стала экспортёром оптоволокна, которое не производилось в стране вплоть до 2016 года.
В сфере В2С (бизнес для потребителя) самым успешным проектом Роснано стало развитие ядерной медицины. Была создана компания «ПЭТ-Технолоджи», создавшая 11 центров позитронно-эмиссионной томографии для диагностики онкологических, кардиологических и неврологических заболеваний, а также для лечения онкологических заболеваний методом радиохирургии с использованием «киберножа». Через эти центры в 10 районах страны прошли 65 тыс. человек.
В то же время в деятельности «Роснано» были и крупные неудачи. Так, провалился проект по строительству завода «Поликремний» в Иркутской области. К моменту завершения строительства завода цена тонны поликремния на мировом рынке упала с 400 $ до 20 $ из-за массового строительства мощностей по его производству в Китае. Эксплуатация завода стала экономически невыгодной.
Другой неудачей стало создание компании «Оптоган» по производству светодиодных светильников. Компания сосредоточилась на производстве светодиодов и испытывает жёсткую конкуренцию со стороны зарубежных производителей.
Чаще всего в качестве неудачного проекта «Роснано» называют планшет с гибким ударопрочным экраном, который предполагалось использовать в качестве электронного учебника для школьников. В 2010 года Российская корпорация нанотехнологий за 240 млн $ приобрела 33,75 % акций британской компании Plastic Logic, разработавшей этот экран. Однако запуск завода по производству гибких планшетов не состоялся, так как их стоимость оказалась выше, чем у запущенного в это время в продажу iPad корпорации Apple. Но если для российского рынка гибкий планшет оказался слишком дорог, то в Китае он оказался востребован. Китай стал крупным покупателем гибких экранов Plastic Logic. Несмотря на неудачу с запуском в серию первого гибкого планшета, «Роснано» не отказалось от развития технологии гибкой электроники. В Троицке развёрнуто строительство Российского центра гибкой электроники (РЦГЭ). По словам Чубайса, «этот крупный кластер гибкой электроники, о котором уже говорят лет 15, через три-семь лет может стать абсолютно реалистичной частью новой электроники, одним из законодателей мировой моды».

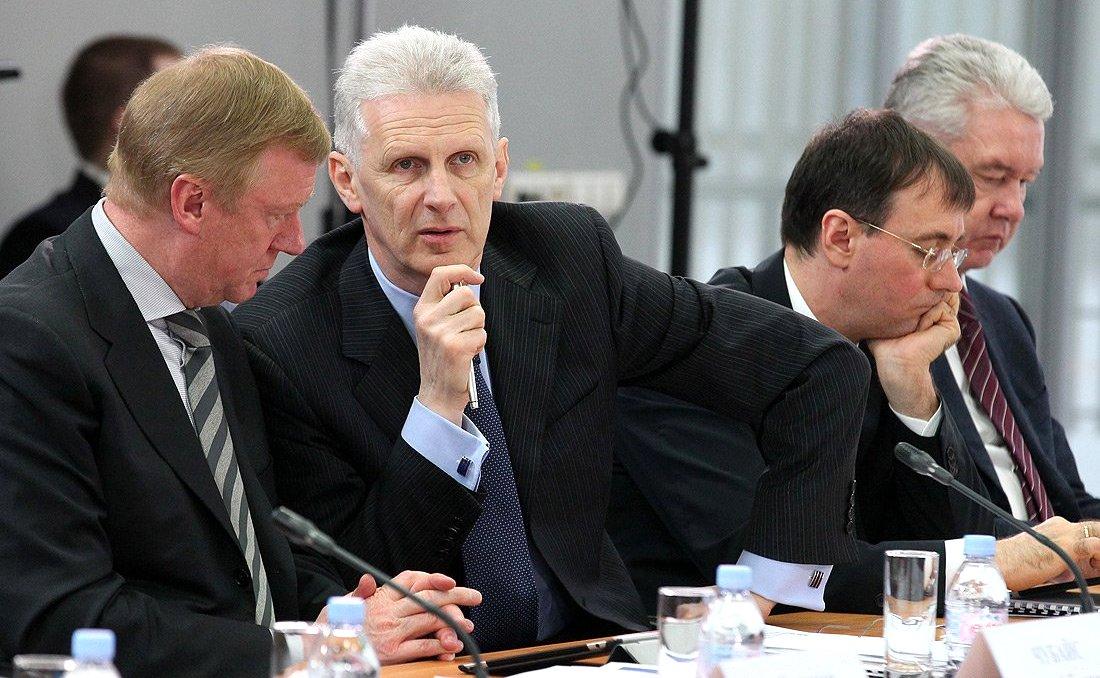
Чубайс и Андрей Фурсенко на заседании Комиссии по модернизации и технологическому развитию экономики России, 2012

Сложная судьба была и у некоторых других проектов «Роснано». Завод «Лиотех» в Новосибирске, совместное предприятие «Роснано» и китайской Thunder Sky Group, с 2011 года производил литий-йонные аккумуляторы ёмкостью 240 А•ч для автобусов с электрическими двигателями. В 2014 году завод был закрыт, а в феврале 2016 году признан банкротом. Однако уже в июле 2016 года «Лиотех» приступил к выпуску новых аккумуляторов повышенной мощности. В 2017 году «Лиотех» увеличил выручку до 350 млн, что в 2,5 раза выше показателей предыдущего года. Компания начала поставку аккумуляторов для энергетических компаний, военной и аэродромной техники. В 2018 году «Лиотех» планирует увеличить поставку машинокомплектов на литий-ионных аккумуляторах, освоить производство систем накопления электрической энергии большой энергоёмкости (более 0,5 МВт•ч) и компактных автономных накопителей. Продукция «Лиотеха» поставляется в Аргентину, в 2018 году должны начаться поставки в Индию.
Компания нередко становилась объектом пристального внимания контролирующих органов. Так, например, в апреле 2013 года аудитор Счётной палаты РФ Сергей Агапцов заявил, что при проверке «Роснано» выявлен большой объём нарушений. Чубайс счёл большинство претензий Счётной палаты необоснованными и объяснил их разным подходом «Роснано» и Счётной палаты к бизнесу. Компания «Роснано», напомнил Чубайс, ориентирована на поддержку нанотехнологий в стране, а не на бизнес, а потому считает необходимым спасать испытывающие трудности проекты, в то время как Счётная палата полагает, что в подобных случаях нужно минимизировать убытки, распродавать имущество и взыскивать задолженность, то есть ликвидировать бизнес.
Профессор Стэнфордского университета Илья Стебулаев заявил на Международном экономическом форуме в Петербурге летом 2017 года: «Я слышал, что Роснано вкладывает деньги в инновационные компании, а потом к ней приходят органы и устраивают проверки. Но я бы наказывал Роснано, если бы её менеджеры вкладывали деньги только туда, где они не теряются. Это бы означало, что они делают что-то неправильно. Что у них нет никакого риска, который нужен в инновациях».
По словам замминистра экономического развития О. Фомичёва, «Роснано» — один из институтов развития страны. По его мнению, цель компании заключается даже не столько в привлечении инвестиций, сколько в создании предприятий на базе «Роснано», которые могут стать чемпионами рынка.
В ближайшем будущем «Роснано» намечает инвестировать средства в создание в России ветроэнергетики, а также в переработку мусора. Совместный проект «Ростеха» и «Роснано» включает строительство четырёх мусороперерабатывающих заводов в Московской области и ещё одного — в Татарстане. Мусор на них будет перерабатываться в тепловую или электрическую энергию.
2 декабря 2020 года стало известно, что Чубайс покидает пост главы «Роснано», а на его место Владимир Путин назначил Сергея Куликова — первого зампреда коллегии Военно-промышленной комиссии. Последний рабочий день Чубайса в «Роснано» был 3 декабря 2020 года.
15 июня 2022 года в СМИ сообщили, что правоохранительные органы РФ сразу после отъезда Чубайса за границу начали проверку по его работе в «Роснано», а также, как сообщил ТАСС, ищут его секретные счета в зарубежных банках.

#### АФК «Система»
Входил в совет директоров с июня 2020 года. В июле 2021 года получил долю в корпорации — доля акций составляет 0,0038 %.
Вышел из совета директоров АФК «Система» и её портфельной компании АО «Электрозавод», производящей трансформаторное оборудование, по собственному желанию в апреле 2022 года.

### Подготовка научных кадров
Чубайс был приглашён заведовать совместной кафедрой технологического предпринимательства МФТИ — РОСНАНО, созданной в сентябре 2011 года с целью подготовки учёных-инженеров, хорошо понимающих потребности рынка, и предпринимателей, хорошо ориентирующихся в научно-технических трендах.
С 2014 года кафедра является участником Межвузовской программы подготовки инженеров в сфере высоких технологий, наряду с НИТУ «МИСиС», НИЯУ МИФИ и РАНХиГС.
С 2017 года обучение на кафедре стало доступно в онлайн-формате.

### Политическая и общественная деятельность (после 1999)
В 1999 году Чубайс отказался войти в партийный список «Союза правых сил» на выборах в Государственную думу. В мае 2000 года был избран сопредседателем координационного совета оргкомитета СПС, а в июне 2001 года на учредительном съезде партии — сопредседателем и членом федерального политсовета партии.
В 2000 году выступил против восстановления советского гимна.
За месяц до выборов в Государственную думу IV созыва, Чубайс организовал встречу с творческой интеллигенцией. Там он впервые выступил с идеей объединения «Союза правых сил» с «Яблоком», мотивировав это признаками изменения политического курса в стране: по его словам, произошло усиление группировки силовиков. Также Чубайс тогда сказал, что если президент не развернёт этот курс, то «трещина между властью и обществом превратится в пропасть», критической точкой он назвал 2008 год.
8 сентября 2003 года съезд СПС включил Чубайса в партийный список на выборах в Государственную думу под третьим номером (первый номер — Немцов, второй — Ирина Хакамада). 3 декабря 2003 года на пресс-конференции лидеров СПС в Интерфаксе Чубайс заявил, что в лице избирательного блока «Родина» (лидеры — Сергей Глазьев и Дмитрий Рогозин) «в стране поднял голову национал-социализм в самом омерзительном, самом опасном для России виде».
25 октября 2003 года в эфире передачи «Зеркало» (ведущий — Николай Сванидзе) Чубайс высказался против происшедшего ранее в этот день ареста Михаила Ходорковского. Объясняя своё выступление, он говорил: «Не высказаться в защиту я не мог хотя бы потому, что имел некоторое отношение к возникновению частной собственности в России — у меня по этому вопросу и обострённая ответственность, и повышенная чувствительность». Выступление Чубайса негативно сказалось на электоральных результатах СПС. Сам Чубайс говорил: «Я думал, что защита частной собственности важнее для среднего класса, чем ненависть к олигархам. Оказалось, что это не так». На выборах 2003 года СПС получил 4 % голосов и не прошёл в Думу. В январе 2004 года Чубайс подал в отставку с поста сопредседателя СПС.
По утверждению газеты «Коммерсантъ» в 2007 году Чубайс вынужден был дистанцироваться от СПС и прекратить его финансирование. На выборах в Государственную думу СПС получил 0,96 % голосов. Но на съезде СПС 17 декабря 2007 года вновь был избран в состав Политсовета СПС.
На съезде партии «Союз правых сил» 17 декабря 2007 года участвовал в обсуждении неудачных итогов думских выборов. Заявил о том, что, логичнее было бы, если вся предвыборная кампания изначально была одной и той же жёсткой позиции, но вряд ли бы это поменяло конечный результат, потому что «в этой новой политической системе в парламент страны могут избираться только те, кому разрешено избираться руководством этой политической системы». В конце своего выступления поддержал решение политсовета партии выдвинуть Бориса Немцова кандидатом в президенты.
В ноябре 2008 года СПС был распущен и вошёл в состав партии «Правое дело». На последнем съезде СПС Чубайс призвал собравшихся ответить на вопрос «Нужна ли России правая партия или нет?» (по его мнению, нужна) и, выслушав все аргументы в пользу сохранения СПС, так и не смог понять, как можно вывести партию на новый уровень, если сохранить её в нынешнем состоянии.
Чубайс входил в состав Высшего совета «Правого дела» до июня 2011 года, когда Высший совет был расформирован, а лидером партии стал М. Д. Прохоров. Помимо Чубайса в Высший совет партии входили медиаменеджер А. К. Волин, литератор М. О. Чудакова, экономист И. Ю. Юргенс и другие.
22 января 2010 года, чуть более чем через месяц после смерти Е. Т. Гайдара в газете «Московский комсомолец» была опубликована статья Ю. М. Лужкова и Г. Х. Попова «Ещё одно слово о Гайдаре», содержавшая крайне негативную оценку деятельности реформатора. Чубайс направил главному редактору газеты П. Гусеву открытое письмо, в котором говорилось, что «статья эта — не более чем грязная, завистливая и злобная ложь». 17 июня 2010 года был зарегистрирован Фонд Егора Гайдара — некоммерческая организация, созданная для продвижения либеральных ценностей и популяризации идей и наследия Егора Гайдара. Чубайс стал председателем попечительского совета фонда.
В 2016 году в преддверии думских выборов Чубайс поддержал кандидатуру Андрея Нечаева, выдвигавшегося по Ленинградскому одномандатному избирательному округу в Москве от «Партии Роста», назвав его одним из самых профессиональных кандидатов.
Чубайс является членом Попечительского совета фонда помощи хосписам «Вера».
На средства Чубайса содержится фонд «Выход», помогающий людям с расстройством аутического спектра, учредителем которого является его жена Авдотья Смирнова. Благодаря этому фонд не тратит на свои текущие нужды деньги спонсоров — все они полностью идут на проекты.
С февраля 2019 года Чубайс входил в наблюдательный совет фонда Московского инновационного кластера (МИК).
7 октября 2020 года сообщил, что заразился COVID-19, перешёл на самоизоляцию, но сохранил работоспособность. 4 декабря был назначен на пост специального представителя президента России по связям с международными организациями для достижения целей устойчивого развития.

### Эмиграция
23 марта 2022 года Дмитрий Песков подтвердил, что Чубайс ушёл с поста специального представителя президента, а Bloomberg со ссылкой на источники сообщил о том, что Чубайс покинул страну из-за несогласия с войной с Украиной. Несогласие Чубайса подтвердил списавшийся с ним Алексей Венедиктов. Последний пост в Facebook перед отъездом (19 марта) был посвящён дню рождения покойного Егора Гайдара, в котором Чубайс указал на то, что Гайдар лучше понимал стратегические риски в их спорах о будущем России, а он сам был неправ. Гайдар же, автор книги о крушении СССР «Гибель империи», в своих статьях предупреждал об опасности постимперской ностальгии: «Пытаться вновь сделать Россию империей — значит поставить под вопрос само её существование»[значимость факта?]. Чубайс освобождён от своей должности указом президента России № 148 от 25 марта 2022 года.
31 июля 2022 года Чубайс в тяжёлом состоянии госпитализирован в Италии, где он несколько недель отдыхал на острове Сардиния, с подозрением на синдром Гийена — Барре. С начала августа после улучшения состояния проходил реабилитацию в Германии.
В ноябре 2022 года в социальных сетях появилась фотография Чубайса в аэропорту Бен-Гурион в Израиле. В мае 2023 года были опубликованы фотографии Чубайса и его жены на приёме в отделении министерства внутренних дел Израиля в городе Ноф-ха-Галиль в процессе обмена документов, также издание «Детали» со ссылкой на собственные источники сообщило, что бывшему российскому чиновнику принадлежит по крайней мере один объект недвижимости в стране. Сам Чубайс отрицает эту информацию: «Ни первое утверждение, об обмене временного удостоверения, ни второе, о недвижимости в Израиле, не соответствуют действительности», — заявил он.
Летом 2023 года в качестве независимого исследователя из Глазго, Чубайс написал статью «Неплатежи в российской экономике 1990-х: непредвиденный институт» в журнал «Вопросы экономики».
В феврале 2024 года издание «Агентство» сообщило, что Чубайс создаёт в Израиле «Центр российских исследований». По словам одного из собеседников издания, Чубайс получил аффилиацию с одним из университетов Тель-Авива и работает над проектом, в котором будет рассказывать о том, как российские либералы допустили происходящее в стране. В мае 2024 года было официально объявлено об открытии в университете Тель-Авива Центра российских исследований, Чубайс выступил «организатором группы спонсоров», сама структура будет «аполитичной». В штат вошли социолог Виктор Вахштайн, политолог и старший научный сотрудник Берлинского центра Карнеги Александр Баунов, журналист и руководитель газеты Коммерсантъ Дмитрий Бутрин, а также литературовед Александр Архангельский. Основная задача центра — «комплексное исследование возможного будущего России на основе анализа событий ее недавнего прошлого».

## Состояние
C 2010 по 2014 год доход Чубайса составил 1,1 млрд рублей: 102 млн рублей заработка в «Роснано» и доход от продажи 1,1 % финансовой корпорации «Открытие». В 2007 году вместе с Борисом Минцем на средства, полученные за реформу РАО «ЕЭС России», учредил хедж-фонд «Перспективные компании», который был закрыт в 2015 году.
Создал в Швейцарии Семейный офис для управления активами SFO Concept, крупнейшим кредитором которого (более чем на 22 млн долл.) был его давний знакомый — бывший совладелец банка «ФК Открытие» Борис Минц. Деньги пошли на постройку дома в посёлке литераторов Переделкино после свадьбы с Авдотьей Смирновой, стоимость оценивалась в 50 млн долл. США. После выхода в 2013 году закона о запрете чиновникам владеть зарубежными активами Чубайс продал компанию менеджеру Илье Сучкову. В 2019 году банк «ФК Открытие» подал к Минцу в английский суд иск о мошенничестве, в России было возбуждено уголовное дело о растрате имущества, по которому Минца объявили в розыск. В итоге Сучков оформил на себя всю недвижимость.

## Санкции
23 ноября 2023 года, после российского вторжения на Украину, Чубайс внесён в санкционный список Украины как ключевая фигура кремлёвского режима и неформальный представитель Путина в переговорах с коллективным мероприятием по снятию/минимизации санкций в отношении России.
3 июня 2025 года внесён в санкционный список Канады лиц, которые по данным «Фонда борьбы с коррупцией», поддерживали нападение на Украину, либо извлекали выгоду от войны.

## Критика

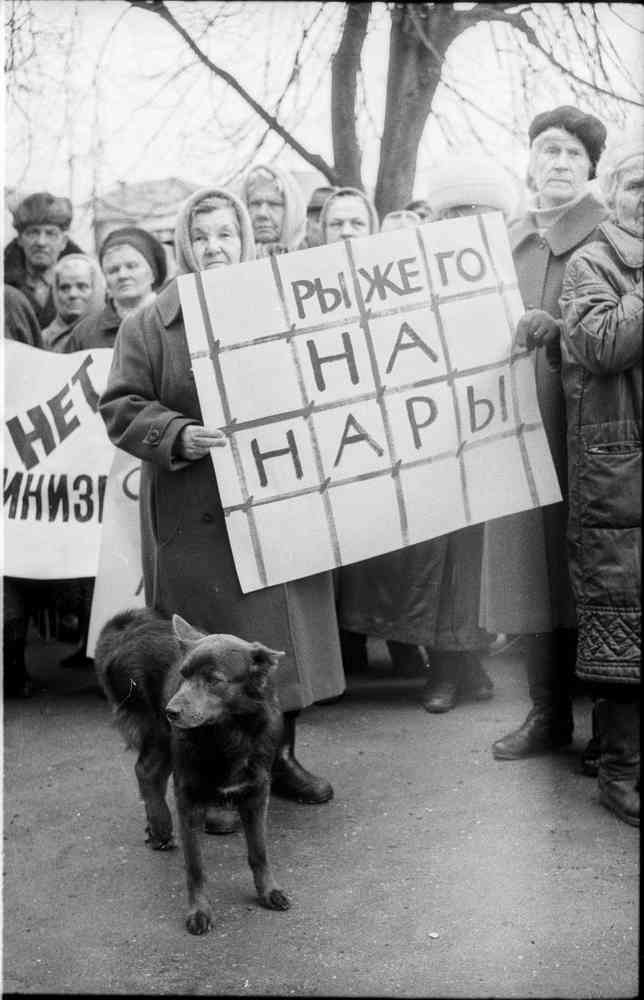
Митинг 1998 года

Чубайс — один из самых непопулярных государственных деятелей России. По итогам соцопроса ВЦИОМ декабря 2006 года, Чубайсу не доверяли 77 % россиян. В опросе ФОМ 2000 года подавляющее большинство отрицательно оценило действия Чубайса, он характеризовался как «человек, действующий во вред России», «дискредитатор реформ», «вор», «жулик». Опрошенные также негативно охарактеризовали его работу во главе РАО ЕЭС: «детей оставлять без света очень жестоко: больницы, детсады, школы», «он отключает электричество — в роддоме дети умирают». Вместе с тем, незначительная часть опрошенных отметила его деловые качества: работоспособность, хорошие организаторские способности, энергичность. В опросе Ромир в августе 1999 года, Чубайс был назван одним из тех, чья политическая и экономическая деятельность наносит наибольший вред стране. За баллотировавшегося в Государственную думу офицера Владимира Квачкова, обвинённого в организации покушения на Чубайса, проголосовало 29 % избирателей (44 тысячи человек) в 199 избирательном округе Москвы.
В 2008 году критически оценил Чубайса оппозиционный политик Гарри Каспаров. Каспаров, в частности, заявлял: « „либеральные реформаторы“ не развили достижения перестройки, а наоборот — похоронили их», «в одном Чубайс точно не лукавит — он и его соратники не проиграли страну. Это страна проиграла», «либералы 90-х не любят свой народ и боятся его». По мнению Каспарова, «лишения начала 90-х» оказались напрасными.
В 2013 году во время «Прямой линии» президента РФ В. Путина пермским журналистом Сергеем Маленко был задан вопрос относительно ответственности Чубайса за проведённые реформы и возможности уголовного преследования. 
«В окружении Анатолия Борисовича в качестве советников, как выяснилось сегодня, работали кадровые сотрудники ЦРУ США. Но смешнее то, что по возвращении в США их привлекали к суду за то, что они в нарушение законов своей страны обогащались в ходе приватизации в Российской Федерации и не имели на это права как действующие офицеры разведки», — сказал Путин 25 апр 2013 в ходе «Прямой линии» с гражданами России.  Чубайс стал персонажем документального сериала Фонда борьбы с коррупцией под названием «Предатели», который вышел на экраны в 2024 году.

## Критика Дональда Трампа
В январе 2017 года, незадолго до инаугурации Дональда Трампа, Анатолий Чубайс высказал резкую оценку в адрес политической ситуации. На Всемирном экономическом форуме в Давосе он отметил, что среди участников форума ощущается «ужас от глобальной политической катастрофы», сравнив эту атмосферу с той, что царила в 2009 году во время мирового финансового кризиса.
В июне 2017 года на Петербургском международном экономическом форуме Чубайс осудил решение президента США Дональда Трампа выйти из Парижского соглашения по климату. Он отметил, что климатические изменения представляют серьёзную угрозу, в том числе для России. По словам Чубайса, «климат — это история про подъем мирового океана на два метра», а последствия затронут регионы страны, такие как Ямал, где из-за аномально тёплого лета произошла эпидемия сибирской язвы.
Также Чубайс прокомментировал политическое значение этого решения, сказав, что «Иванка Трамп лет через 30 вспомнит своего папочку, который вчера принял это решение», подразумевая влияние дочери Трампа на процесс выхода из соглашения. Он подчеркнул, что юридические процедуры выхода ещё не завершены и ситуация остаётся неопределённой.

## Покушение
В ноябре 2004 года в интервью The Financial Times Чубайс заявил: «Мне известно по крайней мере о трёх заказах на моё убийство. Я знаю все детали, имена тех, кто должен был их осуществить. Последний такой заказ был сделан полтора года назад. У него были чисто политические мотивы: ненависть из-за того, что я „продал Россию“. Когда каждый день, возвращаясь домой, допускаешь, что за углом может стоять убийца с противотанковым гранатомётом, то восприятие политических рисков меняется. Да, возможно, сегодня доля риска на несколько процентов выше, чем в 2000-м. Но в 1992—1999 годах риска было в несколько раз больше».

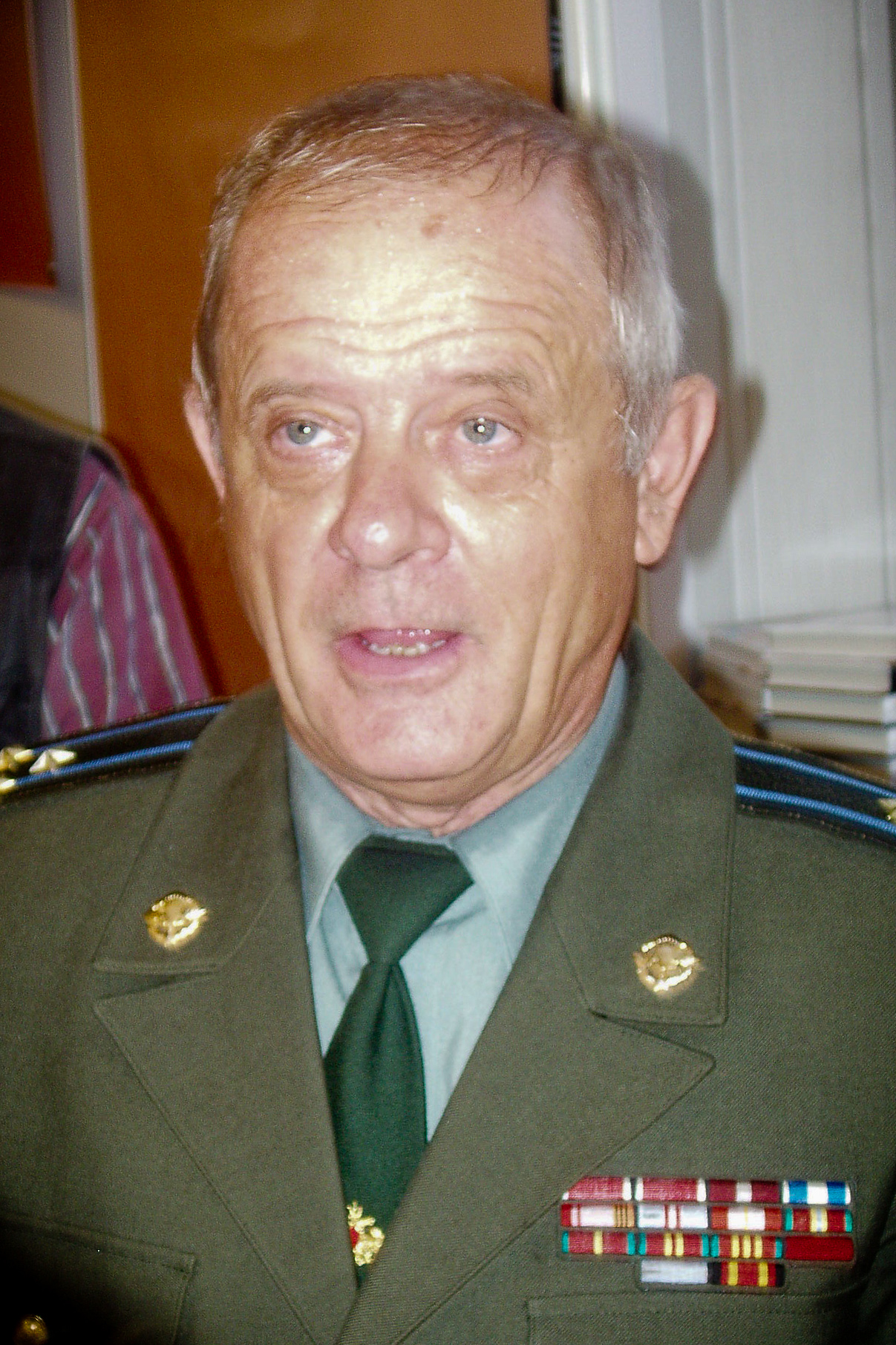
Полковник ГРУ в отставке Владимир Квачков, обвинявшийся в покушении на Чубайса

Спустя полгода, в марте 2005 года на Чубайса было совершено покушение. На пути следования его автомобиля близ посёлка Жаворонки Одинцовского района Московской области сработало взрывное устройство мощностью от 3 до 12 кг в тротиловом эквиваленте, а затем последовал обстрел из автоматов. Чубайса и его спутников спасло то, что автомобиль, в котором они находились, был бронирован.
Президент российского союза промышленников и предпринимателей (РСПП) А. И. Вольский заявил, что за покушением на Чубайса стояли «те, кого мы часто видим по телевизору, чьи фамилии мелькают в СМИ». Бывший глава ФСБ, председатель комитета Госдумы по делам ветеранов Н. Д. Ковалёв высказал мнение, что Чубайса хотели не убить, а запугать, а заказчиками выступали руководители энергетических компаний, недовольные деятельностью Чубайса в РАО «ЕЭС России». Напротив, Немцов утверждал, что покушение на жизнь Чубайса не связано с его работой в РАО, а «носит политический характер», тем более, что неоднократно поступавшие в адрес Чубайса угрозы расправы «исходили от его политических врагов». Вице-спикер Государственной думы от фракции «Единая Россия» В. В. Володин предположил, что за покушением стояли «новые кандидаты на роль спонсоров правых» Б. А. Березовский и Л. Б. Невзлин.
Обвинения в покушении были предъявлены отставному полковнику ГРУ Квачкову, бывшим офицерам 45-го полка ВДВ Р. П. Яшину и А. И. Найдёнову, а также члену исполкома «Конгресса русских общин» И. Б. Миронову, сыну бывшего председателя Комитета по печати Б. С. Миронова. Следствие вело Управление по расследованию особо важных дел Генпрокуратуры РФ. По мнению следствия, преступление было совершено на почве экстремистских взглядов и неприязни к Чубайсу. В марте 2006 г. Мособлсуд начал рассматривать уголовное дело в отношении Квачкова, Яшина и Найдёнова с участием коллегии присяжных. Уголовное дело в отношении И. Миронова было выделено в отдельное производство. Подсудимые обвинялись по пяти статьям УК РФ: посягательство на жизнь государственного или общественного деятеля (Ст. 277); покушение на убийство (Ст. 30, Ч. 3; Ст. 105, Ч. 2), незаконное приобретение и хранение оружия и взрывчатых веществ (Ст. 222, Ч. 3), умышленное уничтожение и повреждение имущества (Ст. 167, Ч. 2).
20 декабря 2006 года коллегия присяжных была распущена после того, как свидетель обвинения отказался от своих показаний, данных на следствии, о том, что он слышал разговор обвиняемых о намерении совершить покушение на Чубайса. Адвокаты подсудимых считали, что свидетель давал показания на следствии под давлением. Представители Чубайса считали, что беспрецедентное давление оказывалось стороной защиты на присяжных.
6 декабря была распущена вторая коллегия присяжных: оказалось, что одна из присяжных не может быть присяжной по закону, поскольку состоит на учёте в наркодиспансере.
5 июня 2008 года третья коллегия присяжных вынесла оправдательный вердикт всем троим подсудимым, признав обвинения в их адрес недоказанными. Чубайс назвал решение присяжных ошибкой, отметив, что «такая ошибка — оправдание виновных — лучше, чем наказание невиновных».
В интервью «Эху Москвы» в первый день после освобождения Квачков сообщил, что считает себя русским националистом и заявил: «Я не хотел убивать Чубайса, но я желал бы, чтобы он предстал перед судом и его повесили бы». Квачков пояснил: «уничтожение Чубайса для меня не является преступлением», поскольку «Чубайс — национальный изменник и предатель», а «Россия оккупирована еврейской мафией».
25 июня 2008 года Генеральная прокуратура обжаловала оправдательный приговор по делу о покушении на Чубайса. 26 августа 2008 г. Верховный суд отменил оправдательный приговор и направил дело на новое рассмотрение в Мособлсуд. Обвинение в отношении И. Миронова было объединено с обвинениями в отношении остальных подсудимых.
29 сентября 2010 года присяжные вновь оправдали подсудимых. 22 декабря 2010 года Верховный суд отклонил кассационную жалобу Генпрокуратуры на оправдательный приговор. Таким образом, обвиняемые были оправданы окончательно.
23 декабря 2010 года Квачков был задержан по обвинению в организации мятежа и терроризме. 8 февраля 2013 года Московский городской суд приговорил его к 13 годам лишения свободы за приготовление к организации вооружённого мятежа. Позднее Верховный суд России снизил наказание до восьми лет лишения свободы.

## Награды
- Орден «За заслуги перед Отечеством» IV степени (16 июня 2010) — за большой вклад в реализацию государственной политики в сфере нанотехнологий и многолетнюю добросовестную работу[257];
- Почётная грамота Президента Российской Федерации (12 декабря 2008) — за активное участие в подготовке проекта Конституции Российской Федерации и большой вклад в развитие демократических основ Российской Федерации[258];
- Благодарность Президента Российской Федерации (14 августа 1995) — за активное участие в подготовке и проведении празднования 50-летия Победы в Великой Отечественной войне 1941—1945 годов[259];
- Благодарность Президента Российской Федерации (9 июля 1996) — за активное участие в организации и проведении выборной кампании Президента Российской Федерации в 1996 году[260];
- Благодарность Президента Российской Федерации (11 марта 1997) — за активное участие в подготовке Послания Президента Российской Федерации Федеральному Собранию 1997 года[261];
- Благодарность Президента Российской Федерации (5 июня 1998) — за добросовестный труд и последовательное проведение курса экономических реформ[262];
- Благодарность Президента Российской Федерации (29 декабря 2006) — за заслуги в подготовке и проведении встречи глав государств и правительств стран — членов «Группы восьми» в городе Санкт-Петербурге[263];
- Медаль «За заслуги перед Чеченской Республикой»[264];
- Медаль «За особый вклад в развитие Кузбасса» I степени[264];
- Звание «Человек, внёсший наибольший вклад в развитие российского фондового рынка» от НАУФОР (1999);
- Почётный диплом Международного союза экономистов «Международное признание» «за большой вклад в развитие России на основе применения передового международного опыта по внедрению современных методов организации управления, экономики, финансов и производственных процессов» (2001).

## Увлечения
Чубайс увлекается водным туризмом, горными лыжами, экспедициями и экстремальными путешествиями. Любит музыку «Битлз», «Машину времени», авторскую песню, в частности В. Высоцкого и Б. Окуджаву. С последним дружил, и тот посвятил ему своё последнее стихотворение, и М. Ростроповичем. Также является поклонником И. Бродского.